# Historia architektury Gryfic

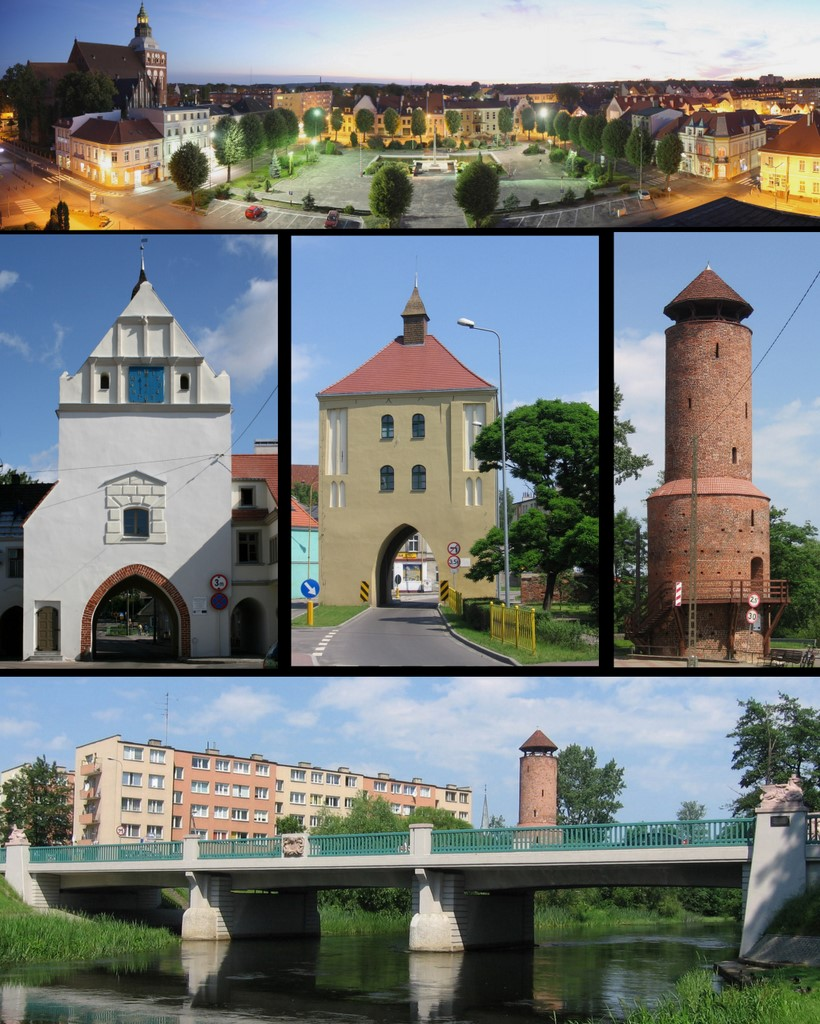
Architektura Gryfic: Widok na plac Zwycięstwa, bramę Kamienną, Wysoką, wieżę Prochową i most żelbetowy

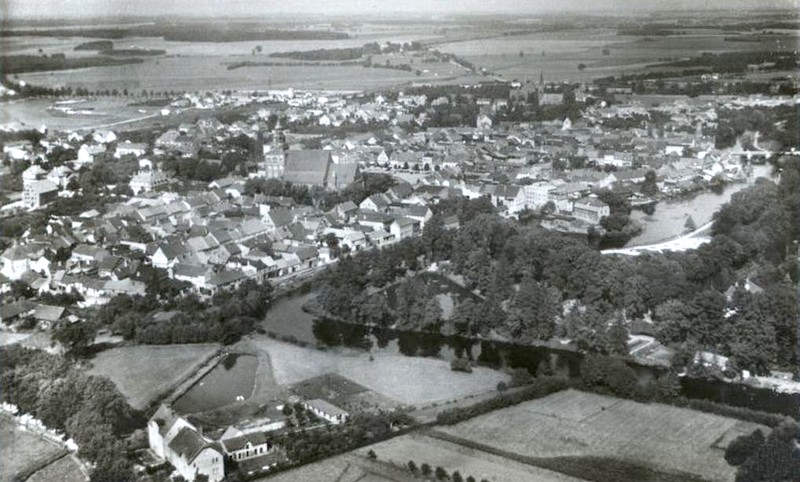
Panorama Gryfic w 1940 r.

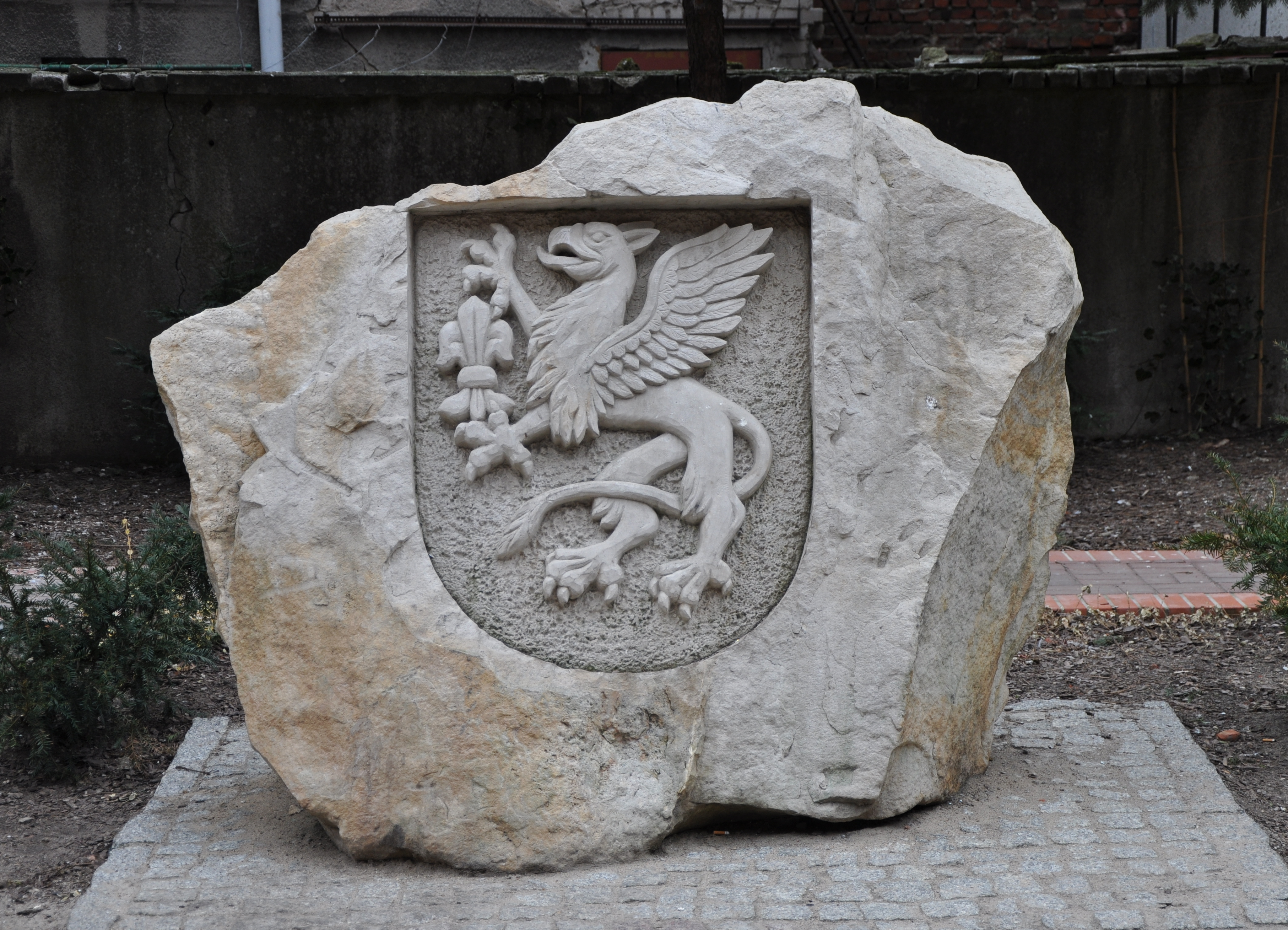
Godło miasta – rzeźba w kamieniu na pasażu handlowym przy ul. ks. S. Ruta

Architektura Gryfic – organizacja przestrzeni użytkowej mieszkańców miasta. Istotą zarządzania będą takie elementy, do których zaliczamy umiejętności w zakresie sztuk: projektowania, konstruowania, wykonywania budynków i budowli przestrzennych.
W kompozycji układu przestrzennego i architektonicznego miasta odnaleźć można liczne źródła materialne, które stanowią świadectwo dziedzictwa kulturowego i rozwoju urbanistycznego miasta od średniowiecza do poł. XX wieku. W obrębie Starego Miasta – Gryfice zachowało ok. 60% historycznej zabudowy. Wśród niej odnajdujemy elementy architektonicznych stylów: gotyku, renesansu, baroku, klasycyzmu i modernizmu.

## Od XIII do XVI w.

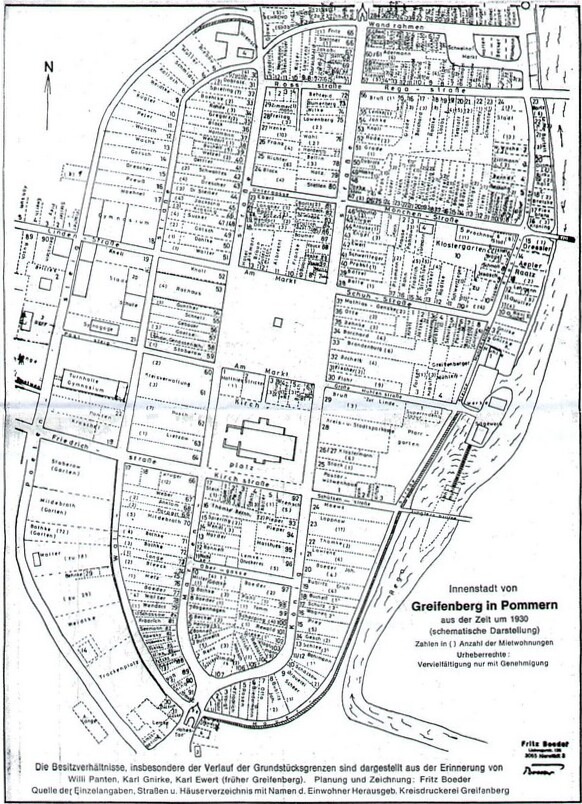
Plan Starego Miasta (Gryfice) z 1930 r.

### Ogólna charakterystyka miasta
Miasto powstało w okresie kolonizacji wschodniej, tzw. planowej akcji osadniczej, aczkolwiek odbiegającego w zabudowie od typowego, charakterystycznego dla niemieckich miast kolonizacyjnych. Charakteryzuje się jednak podobnym kształtem przestrzennym dla wszystkich typów miast z tego okresu. Posiada narys zbliżony do owalu, siatkę prostopadłych ulic, prostokątny do sierpnia 2010 r. plac targowy (rynek) (niem.) Marktplatz z blokiem zabudowy śródrynkowej, na którym usytuowany był m.in. ratusz miejski (do XIX w.) oraz przylegający do niego Kościół farny. W poł. XIV w. Greifenberg (dziś Gryfice) spełniał warunki ośrodka miejskiego. Według Witolda Hensela ośrodek taki musiał posiadać 5 podstawowych cech:
- odrębność gospodarczą,
- zwartość zabudowy przestrzennej,
- obronność (system fortyfikacji miejskich),
- administrację lokalną,
- odrębność prawną[6].

### Budownictwo mieszkalne

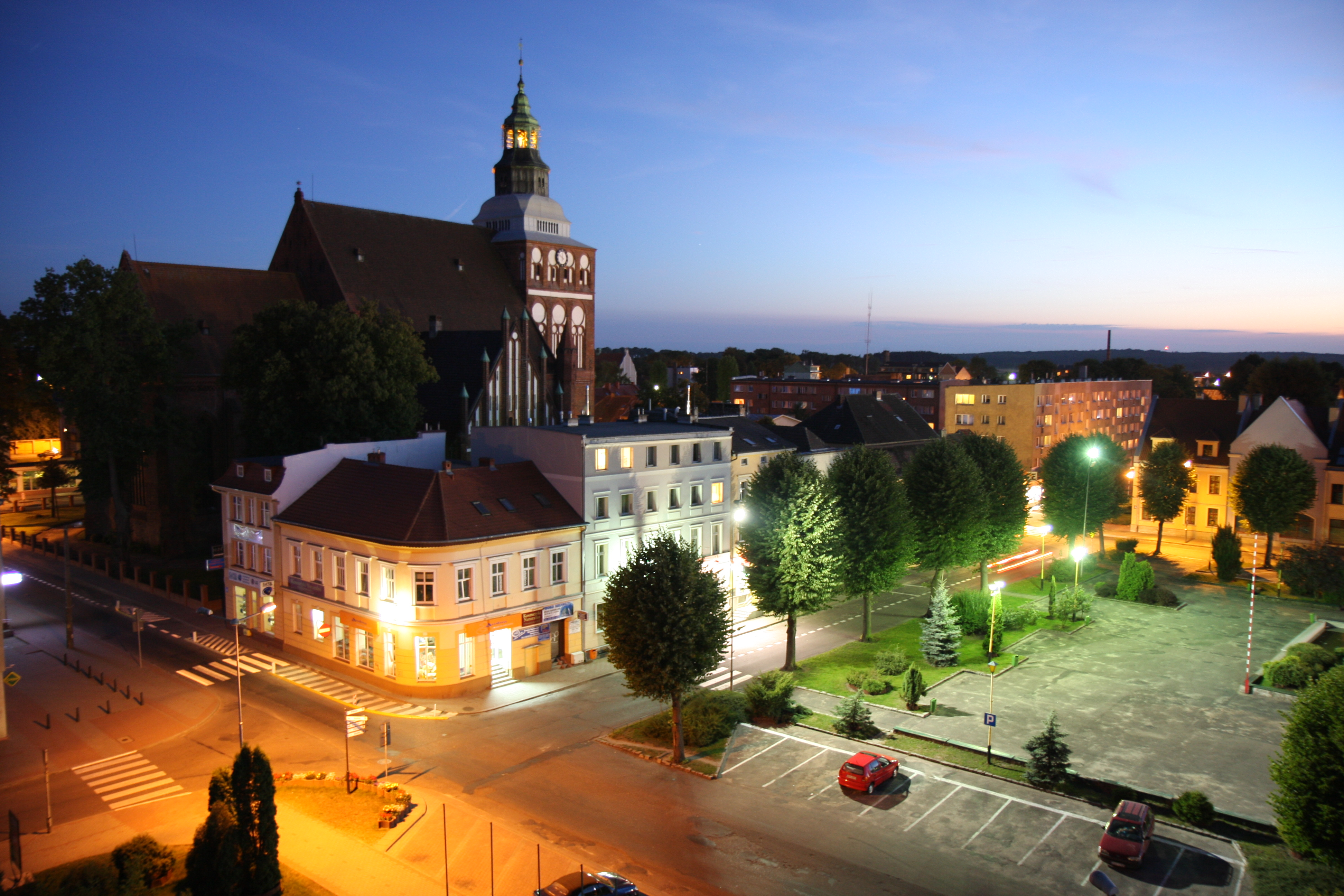
Widok na kościół Mariacki nocą (2008 r.)

Teren Starego Miasta, mimo że został wpisany do rejestru zabytków z adnotacją cyt. poł. XIII w, poza częścią farnego obiektu sakralnego, w niczym nie przypomina ówczesnej zabudowy miasta. Pozostałe do dziś zabytki pochodzą z okresu późniejszego. Obszar Starego Miasta był podzielony na kwartały (w XVIII w. było ich 20) i działki, na których wstępnie budowano budynki, jak za czasów słowiańskich. Obok okazałych domów patrycjatu i rycerstwa (z kamienia i cegły, które powstawały od XIV w.) wznoszone były budynki z drewna (bali) i gliny, krytą trzciną bądź słomą lub w konstrukcji plecionkowej, ornamentu złożonego z elementów geometrycznych, które przeplatały się w określonym rytmie. Wnętrza domów były urządzone bez zbędnego przepychu.
Zabudowa mieszkalna miasta była podobna do tej, jaką spotkać można było w pobliskim Trzebiatowie (niem.) Treptow a.d. Rega (19 km na północ od Gryfic) i w innych miastach pomorskich. Powierzchnie parcel charakterystyczne dla działek rejonu nadbałtyckiego miały wymiary, które wynosiły od 8 do 9 × 25 do 27 m (w XVIII w. – 9,5 × 36 m). Przeważnie 2/3 działki było zabudowane. Dom osiągał długość do 15 m. Budynki mieszkalne były trzyosiowe z wejściem głównym pośrodku i dwoma oknami po bokach. Przestrzeń całego domu wypełniała tzw. wysoka sień o wysokości 3–4 m, która była zabudowana tylko niewielką izbą usytuowaną w prawym narożniku. Za izbą pełniącą funkcję kantoru mieściła się kuchnia, przy ścianie podwórzowej znajdowały się schody prowadzące na antresolę. W ścianie podwórzowej znajdowało się wejście na dziedziniec oraz do oficyny, gdzie miała miejsce część mieszkalna. W domach z wczesnego okresu rozwoju zabudowy na kondygnacji poddasza mieściły się magazyny z towarami transportowymi.
Domy w Greifenbergu (dziś Gryfice) względem ulic stały szczytowo. Szczyty z dwoma rzędami okienek strychowych były trójkątne lub schodkowe. Parcele zabudowywano do połowy długości. Przednią część zajmowały domy mieszkalne z warsztatami i kantorami. Za nimi mieściły się oficyny, zazwyczaj sytuowane po lewej stronie podwórza. Ściany podwórzowe i oficyny wznoszono przeważnie w konstrukcji szkieletowej (tzw. ściana ryglowa – w wypełnioną cegłą gruzem lub gliną i trzciną). Średniowieczne domy były częściowo podpiwniczone od strony frontu i przykrywane drewnianymi stropami. Do najstarszych zachowanych budynków mieszkalnych z okresu średniowiecza należy m.in. dom przy Niepodległości 52 (przebudowany w XVIII, XX i XXI w.)

### Obiekty fortyfikacyjne, sakralne i użyteczności publicznej

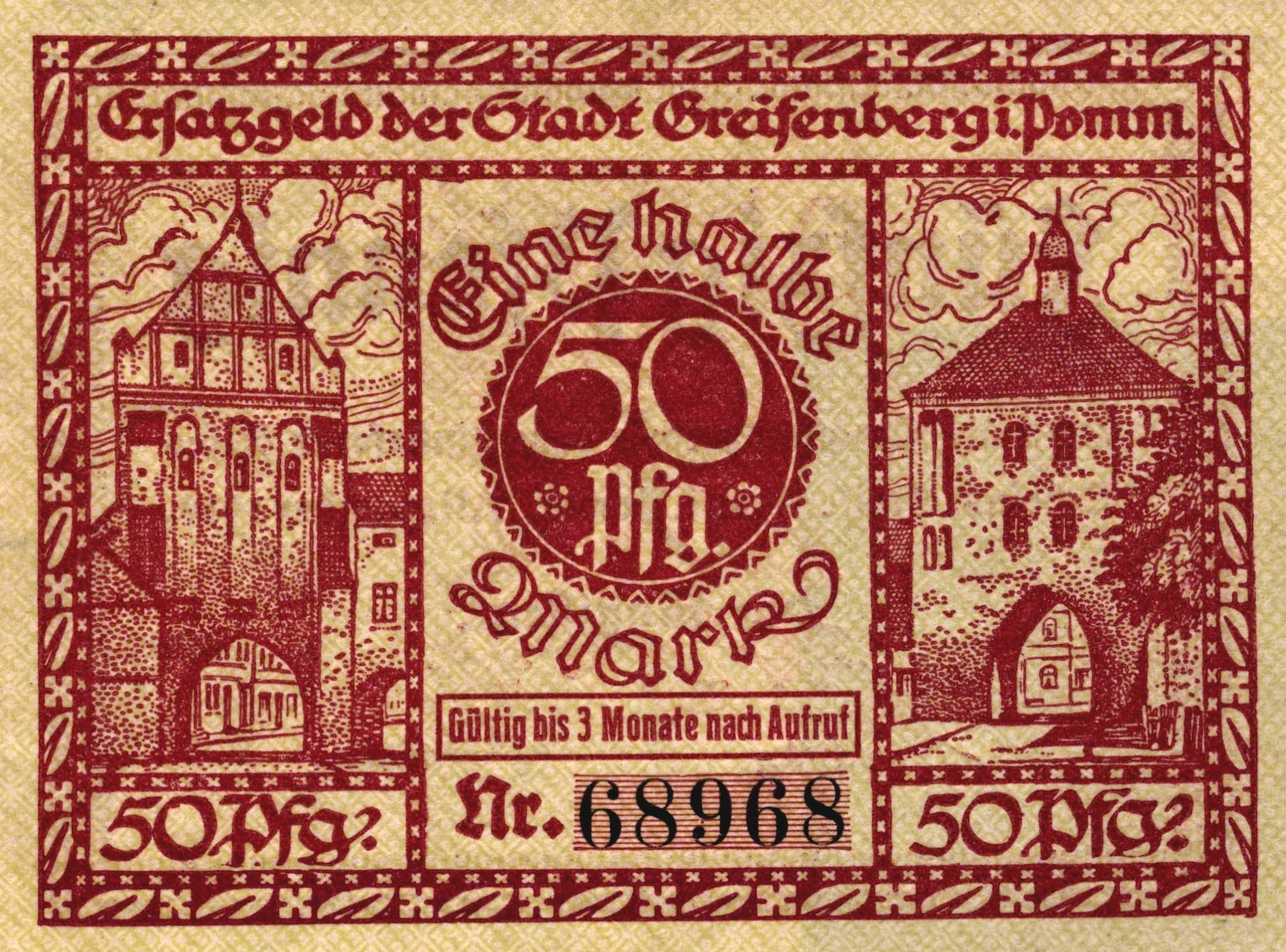
Wizerunki zabytków gryfickich na notgeldzie z 1919 r. Od lewej: brama Kamienna i Wysoka

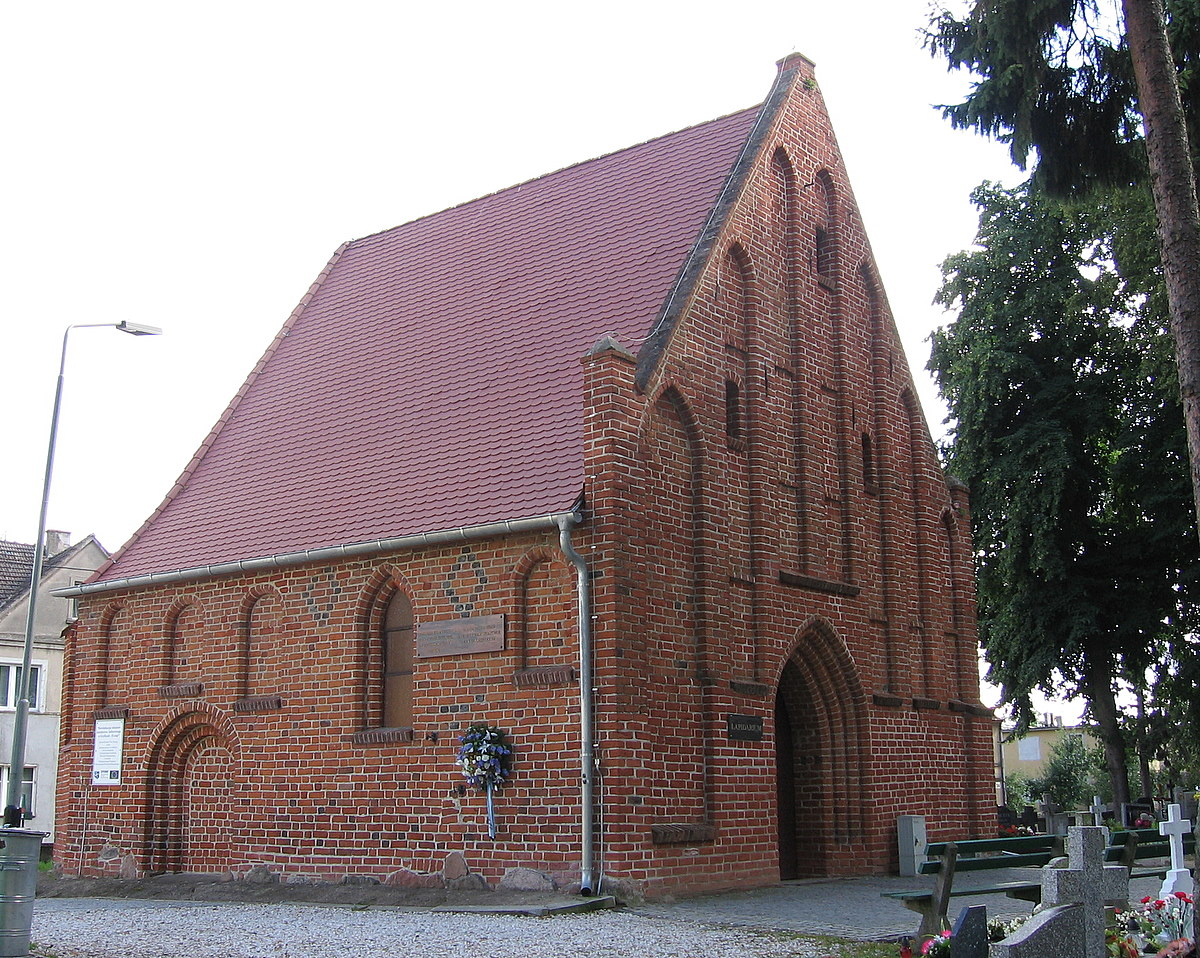
Kaplica św. Jerzego

W 1300 r. rozpoczęto budowę murów obronnych otaczających miasto. Łączna ich długość sięgnęła 650 m, rozpiętość od 200–350 m a wysokość od 3 do 5 m. Zastąpiły one dawną drewniano-ziemną palisadę. Fortyfikacje miasta zostały wzbogacone o trzy bramy (Kamienną, Wysoką i Regi z barbakanem), trzy wieże strzelnicze (Prochową, Mostową i Młyńską), 6 baszt oraz fosę, która była połączona z nurtem rzeki Regi.
W tym czasie rozwijało się także życie religijne. Pod koniec XIII w. powstał w Greifenbergu (dziś Gryfice) klasztor franciszkanów wraz z przylegającym do niego kościołem przy ul. Brackiej i Klasztornej. Franciszkanie otrzymali już w latach 60. XIII w. od rady miejskiej ziemię, na której rozpoczęli zabudowę terenu od rynku do murów obronnych nad rzeką (1264 r.) Klasztor podlegał kustodii szczecińskiej. W tym czasie również rozpoczęto budowę ceglanego kościoła Mariackiego o trzech nawach, fasadą ze szczytem schodkowym zwróconą do dzis. ul. Wojska Polskiego. W wieku następnym miasto posiadało już 5 kościołów wraz z przytułkami i szpitalami (najstarsza wzmianka o szpitalach pochodzi z 1337 r.) Pierwszym był kościół farny (kościół Mariacki), drugim, wspomniany wyżej, klasztorny franciszkanów, trzecim św. Ducha (posiadał dwie wikarie), czwartym św. Jerzego (posiadał 3 wikarie – ku czci św. Trójcy, Najświętszej Maryi Panny i św. Jerzego). Piątym natomiast kościołem w mieście (wspomniany w 1388 r.) była świątynia pw. św. Gertrudy, która znajdowała się przed bramą Wysoką, poza murami miasta. W kościele tym istniały dwie wikarie – św. Katarzyny oraz 11 tysięcy dziewic męczeńskich. W mieście prace misyjne prowadzili również augustianie (od 1394 r.), którzy nie posiadali klasztoru. Zajmowali budynek ofiarowany im przez jednego z rajców miejskich. Prawdopodobnie pochodzili z klasztoru w Stargardzie. W późniejszym okresie powstały również kapliczki, m.in. św. Jakuba na Wzgórzu Mniszek (1476 r.) i św. Krzyża (1492 r.), jednak do dziś nie można ustalić dokładnej lokalizacji tej ostatniej. Budownictwo sakralne jak funkcjonujące przy nich szpitale przy kościele św. Ducha i św. Jerzego – powstały w stylu gotyckim, o dwuspadowym dachu, które w późniejszym czasie niejednokrotnie były przebudowywane. Miały one oddawać hołd boskiej naturze i uwielbienie Bogu.
W XIV w. w centrum miasta na głównym rynku wzniesiono masywną gotycką budowlę ratusza. Był największym budynkiem na terenie Starego Miasta (poza kościołem farnym), w miejscu dawniejszego zespołu fontann, który architektonicznie przypominał znany obiekt z Kamienia Pomorskiego lub z Greifswaldu. Obiekt ten miał solidną konstrukcję, którego podbudową była kamienna podwalina. Ściany budynku wykonano techniką ryglową (tzw. mur pruski), a całość przykryto dwuspadowym dachem. Fasadą z wysokim szczytem schodkowych ratusz zwrócony był najprawdopodobniej do przedłużenia ul. Szewskiej. Świadczy o tym układ topograficzny miasta zaznaczony na rycinie oraz usytuowanie frontem w przeciwną stronę względem kościoła farnego, często spotykane w zabudowie średniowiecznym miast.
Budynek pełnił wielorakie funkcje. Mieściły się tam hale sukiennicze, siedziba sądu ławniczego, a w podziemiach więzienie wraz z katownią (łac.) carcer subterranensis. Z 8 września 1331 r. pochodzi najstarsza wzmianka z pierwszych prac urzędowych w ratuszu miasta, z czego można wnioskować, że budynek powstał do poł. roku 31. XIV w. W mieście funkcjonowała również łaźnia. Usytuowana obok śluzy na rzece Redze była dostępna dla wszystkich mieszkańców. Średniowieczny wygląd miasta nie odbiegał od pozostałych znanych nie tylko na Pomorzu, ale również w Polsce i Europie. W 1386 r. wymieniona została szkoła łacińska w Greifenbergu (dziś Gryfice), która była jedną z najstarszych łacińskich na Pomorzu. Szkoła działała pod patronatem kościoła Mariackiego. W średniowieczu funkcjonował również Dom Kupców i Żeglarzy. Źródła nie przekazują danych dotyczących architektury tych obiektów.

### Cmentarze
W architekturę średniowiecznej zabudowy zostały wtopione również cmentarze i miejsca pochówku. Najważniejszym miejscem pochówków na terenie miasta i poza jego obrębem była kaplica Mariacka, miejsce spoczynku mecenasów kościoła farnego, tj. rodu Flemmingów oraz sam kościół, gdzie do dziś zachowanych zostało ponad 50 epitafiów, płyt i kamieni nagrobnych. Natomiast przy ul. Broniszewskiej tuż koło kościoła św. Jerzego chowano na cmentarzu (łac.) cimenterium biedaków i starców, którzy mieszkali w znajdującym się tam przytułku dla ubogich i zmarłych chorych – pacjentów pobliskiego szpitala. Pierwsze przekazy źródłowe o tym cmentarzu pochodzą z roku 1337. Według H. Riemanna, poza murami miasta istniał również cmentarz tatrowski (cygański) (niem.) Tatrerckirchhof usytuowany przy kościele św. Gertrudy u zbiegu ulic Kamieńskiej i Trzygłowskiej, oraz tzw. cmentarz zakonny franciszkanów, który znajdował się na terenie klasztoru u zbiegu ulic Klasztornej i Brackiej.

### Mosty
Miasto, w okresie średniowiecza posiadało dwa drewniane mosty, które łączyły bramę Wysoką i bramę Regi z barbakanem. Były one wąskie, co utrudniało komunikację konną i transport kołowy.

## Od XVII do XVIII w.

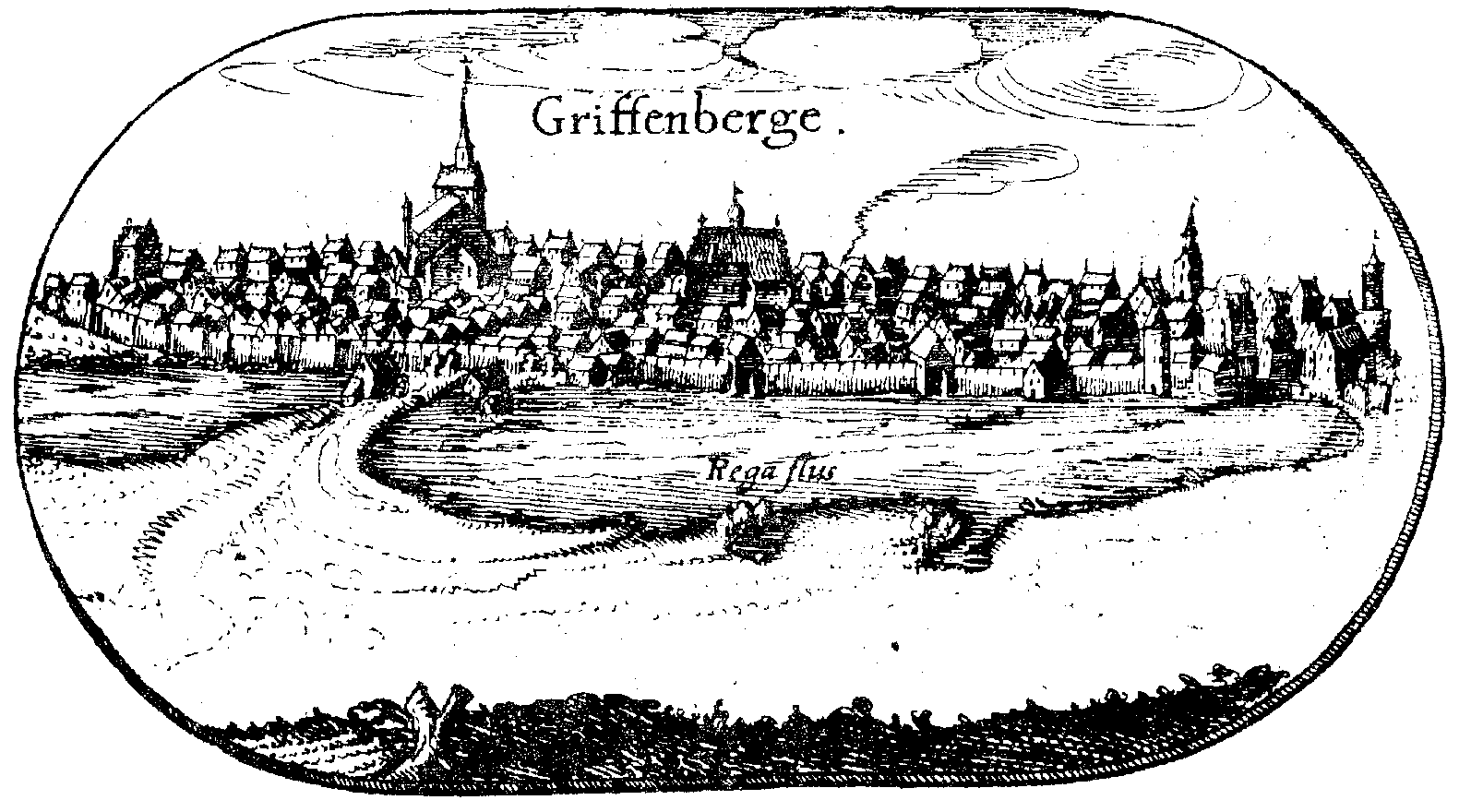
Panorama Gryfic według Johanna Wolfarta na Wielkiej Mapie Księstwa Pomorskiego Lubinusa (1618 r.)

### Panorama miasta
Najstarszy widok miasta znany jest z mapy księstwa pomorskiego według E. Lubinusa z 1618 r. Przedstawia ona panoramę miasta Griffenberge (dziś Gryfice) od strony wschodniej. Widoczna jest zwarta zabudowa miasta, budynków usytuowanych szczytowo i kalenicowo, ratusza, kościoła Mariackiego, bram, baszt i wież otoczonych murami obronnymi, do których wiedzie droga przez most.

### Przekształcenia architektoniczne po wielkich pożarach

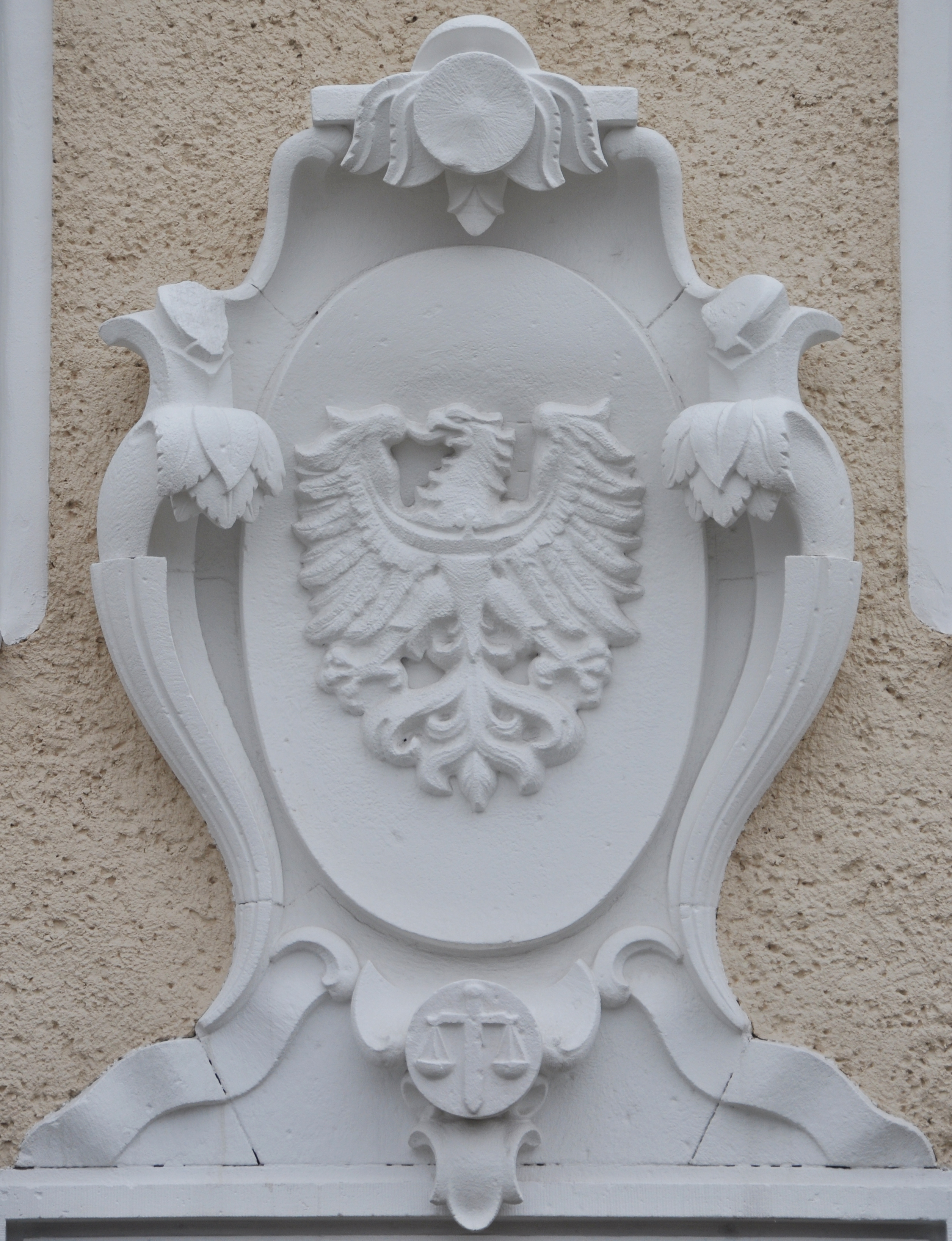
Detal architektoniczny na budynku Sądu Rejonowego przy ul. 3 Maja

Zasadnicze zmiany w budownictwie mieszkalnym miasta nastąpiły pod koniec XVII w., kiedy rozpoczęto jego odbudowę po dwóch pożarach, które strawiły niemal całe Stare Miasto. Podczas pierwszego pożaru, jaki nastąpił 31 marca 1658 r., spłonęły m.in. kościół Mariacki, szkoła, dziekanka, przytułek przyklasztorny, „kalefaktorat” (bursa dla ubogich uczniów), brama Wysoka, trzy baszty obronne, ponad 100 prywatnych domów oraz wiele kramów i składów. Kolejny pożar w 1668 r. zniszczył pozostałą część ośrodka, która ocalała przy poprzedniej pożodze. Ogień zajął domy położone między rynkiem a ul. Młyńską i ciągiem murów obronnych w stronę bramy Kamiennej.
Pomiędzy budynkami zaczęto stawiać tzw. ściany ogniowe, w myśl nakazu z 1634 r. wydanego przez Bogusława XIV, które miały zabezpieczyć domy przed rozprzestrzenianiem się ognia. Domy, które były wznoszone od podstaw w XVIII w., posiadały już z reguły 4-5 osi na fasadzie. Zbudowane były symetrycznie na parcelach o wymiarach 9 × 36 m. Posiadały wejście na osi środkowej i dwa okna po bokach. Przeważnie ustawiano je kalenicowo względem ulic. Przykrywano najczęściej dachami mansardowymi, naczółkowymi oraz dwuspadowymi. Wystrój elewacji sprowadzono do pasów, płytko profilowanych gzymsów, opasek okiennych i drzwiowych z kluczami. Wejścia i okna uzyskiwały nierzadko wykroje łuków koszowych. Przykłady zachowanych elementów wystroju można odnaleźć w domach na Starym Mieście (np. kamienica przy ul. Wojska Polskiego 23, która stanowi dziś część Biblioteki Miejskiej). Charakterystyczną cechą dla budynków śródmiejskich i pierwszych poza ich obszarem jest zabudowa szeregowa (tzw. pierzeja).
Zachowane ryciny miasta z przełomu XVII/XVIII w. wskazują na przebudowę miejscowego ratusza, który przypominał architektonicznie już ten ze Stargardu, z uwagi na charakterystyczną wolutową fasadę. Budynek o dwuspadowym dachu został zastąpiony prawdopodobnie mansardowym, wymianie poddane zostały: stolarka okienna oraz drzwi wejściowe do urzędu.
Zmiany w jego wyglądzie nastąpiły po II pożarze miasta jaki miał miejsce w 1668 r., z zachowaniem nowych trendów, które obowiązywały w budownictwie.
Mury obronne zmieniły także swój dotychczasowy wygląd. Zostały wzmocnione dodatkowo wałem ziemnym (XVII w.), poza odcinkiem od strony południowo-zachodniej (tzw. przeciwstraż). W 1709 r. na skutek zniszczenia przez kry lodowe drewnianego mostu i międzybramia, władze miasta postanowiły odbudować jego w innej konstrukcji. Prawdopodobnie, zawalony most był zwodzony (jedno przęsło podnoszone), z uwagi na dotychczasowy transport rzeczny. Rozebrano również barbakan, usytuowany na prawobrzeżu rzeki Regi (rozwidlenie ulic: Broniszewskiej i J. Dąbskiego).

## Od XIX do poł. XX w.

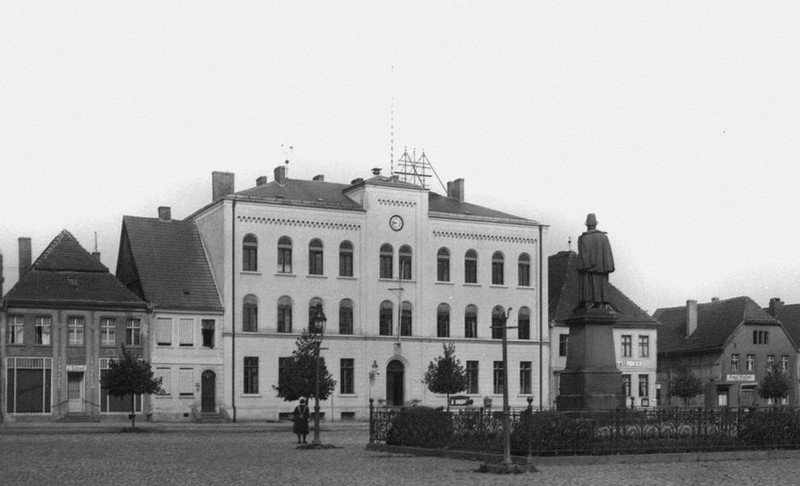
Gmach ratusza w 1938 r.

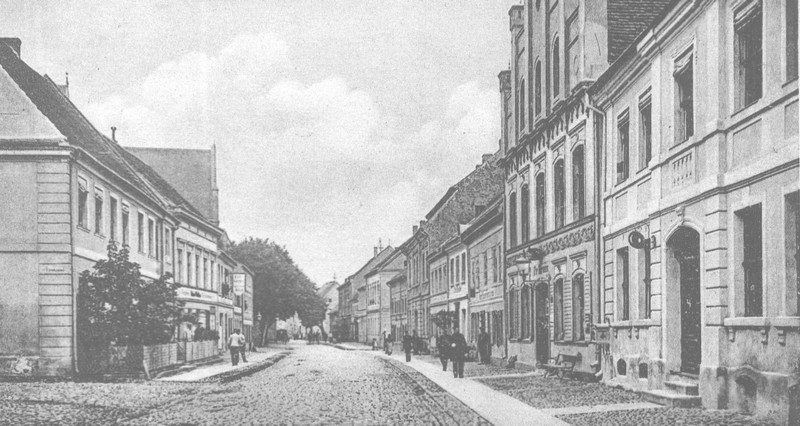
Zabudowania przy ul. Wojska Polskiego w 1910 r.

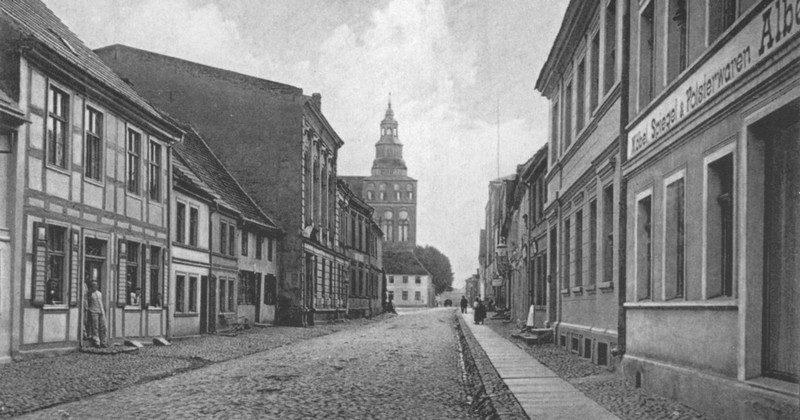
Zabudowania przy ul. Niepodległości w 1910 r.

### Zmiany architektury miasta
Na przełomie roku 1806–1807 (wojny napoleońskie) nastąpiły kolejne zmiany architektoniczne w budownictwie fortyfikacyjnym miasta. Tyczyły one rozbudowy i umocnienia obiektów, które przybrały charakter elementów obronnych twierdzy. Od poł. XIX w. rozpoczęto ich powolną rozbiórkę na skutek ich nieprzydatności i rozbudowy urbanistycznej miasta.
W 1814 r. przebudowano dotychczasowy drewniany most łączący śródmieście z prawobrzeżem miasta. Przyczółki zostały wzmocnione kamieniami, zbudowano również kamienne podpory. W 1815 r. w wyniku zawalenia się jednej ze ścian nośnych – ratusz rozebrano i później wybudowano nowy przy ul. Niepodległości, przyległej od zachodu do placu Zwycięstwa. W XIX w. rynek został wybrukowany. W centralnej części placu usytuowano pomnik z brązu ku czci cesarza Wilhelma I (1896 r.) Posadzono pierwsze drzewa (w latach 30. XX w. obsadzony był już cały plac). Ulice oświetlono najpierw gazowymi, a następnie elektrycznymi latarniami. Na licznych fotografiach ukazujących zabudowę pierzei przyrynkowej z końca XIX w. widoczne są wyraźnie tradycyjne formy fasad, względem ulic ustawione kalenicowo i szczytowo. Domy były częściowo podpiwniczone, jedno- i dwupiętrowe z mieszkalnym poddaszem. Za nimi często sytuowano małe budynki gospodarcze o małych oknach i pulpitowym dachu. Tylko nieliczni mieszkańcy budowali swoje wille z ogrodami na obrzeżach miasta. Budownictwo zostało poszerzone w kierunkach: zachodnim i północnym. W latach 1861–1885 ilość budynków mieszkalnych wynosiła ok. 500. (w 1627 r. – 320, 1718 r. – 246, 1822 r. – 385, a w 1861 r. – 444)
Przebudowy domostw w XIX i XX w. spowodowały zatarcie oryginalności renesansowych i barokowych elementów wystroju fasad, wprowadzając w to miejsce wiele elementów klasycystycznych i neoklasycystycznych (np. nowy czterokondygnacyjny budynek ratusza przy ul. Niepodległości z XIX w.) W okresie tym dominowały rzędy prostokątnych okien i wejść (np. budynki przy ul. Wojska Polskiego i Niepodległości), mocno zaakcentowane były poziome pasy gzymsów i trójkątne szczyty wieńczące fasady. Te najczęściej powstawały poza obszarem Starego Miasta. Większość domów w Starym Mieście przebudowano w części parterowej. Wybito otwory w ścianie i utworzono witryny sklepowe, co pociągnęło za sobą zmiany w wyglądzie i układzie wnętrz, przesunięcia sieni i ścian (np. domy przy ul. Niepodległości i Wojska Polskiego). W części dachowej niektórych domów pojawiły się lukarny, a na ścianach nośnych frontu budynku – wykusze. Pod tynkami większości domów znajdowały się jednak relikty starszych okresów, podobnie jak w pobliskim Trzebiatowie, które można było jeszcze dostrzec podczas prac remontowych w latach 2000–2010 (np. budynki przy ul. Niepodległości). W budynkach poza obszarem Starego Miasta pojawiły się charakterystyczne ganki z kolumnami i balkonem, często usytuowanych frontem do ulicy (np.: budynki przy dzis. ul. ks. S. Ruta).

### Obiekty sakralne

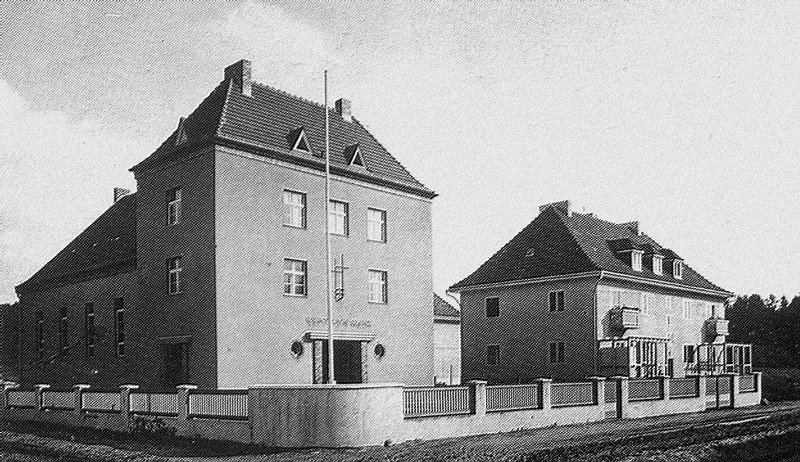
Kościół nowoapostolski

W 1851 r. zbudowano ryglowy kościół staroluterański pw. św. Jana (niem.) St. Johanniskirche przy ul. Schmückerstraße, który został rozebrany w kilkadziesiąt lat później. Nowy kościół neogotycki (ceglany), pod tym samym wezwaniem powstał w miejscu starego (dzisiejsza ul. Nowy Świat) w latach 1911–1913 (obecnie jest to cerkiew prawosławna pw. Zaśnięcia Przenajświętszej Bogurodzicy). W II. poł. XIX w. wzniesiono nową murowaną synagogę przy Poetensteig (dziś ul. 3 Maja), która zastąpiła poprzednią drewnianą, wybudowaną w latach 40. XIX w. Przy synagodze działała szkoła dla żydowskich chłopców. W latach 1926–1930 wybudowano w Greifenbergu (dziś Gryfice) kaplicę kościoła katolickiego pw. (niem.) Heiligsten Herzen Jezu (pol.) Najświętszego Serca Jezusa przy ul. Schmückerstraße (dziś ul. Nowy Świat). Konsekracji kościoła w dniu 16 listopada 1932 r. dokonał bp Christian Schreiber. Świątynia ta była jedynym kościołem katolickim w promieniu ok. 50 km. W sierpniu 1937 r. do użytku oddano kaplicę kościoła nowoapostolskiego (niem.) Neueapostolische Kirche (powstałego na początku XIX w.), przeznaczoną na świątynię, którą wybudowano przy H. Riemannstraße (dziś ul. M. Rodziewiczówny) na prawobrzeżu miasta. Kaplica działała obok czterech świątyń (do 1938 r. jako świątynia funkcjonowała obok kościoła ewangelickiego, staroluterańskiego, katolickiego i żydowskiego domu modlitwy (synagogi)). Ostatnie prace duszpasterskie w obiekcie odbyły się 1945 r. Zamknięty przez władze radzieckie, później przeznaczony na działalność sportu gryfickiego. W tym charakterze działa do dziś.

### Nowy cmentarz
W XIX w. na terenie miasta zbudowano cmentarz żydowski (niem.) Jüdischer Friedhof (kirkut), który został usytuowany przy Turnerstraße (dziś ul. Sportowa) o pow. 0,25 ha, poza obszarem miasta, zgodnie z nakazami religii. Charakterystyczne dla miejsca pochówku były tzw. macewy, które były stawiane w dowolnych miejscach.

### Zieleń miejska

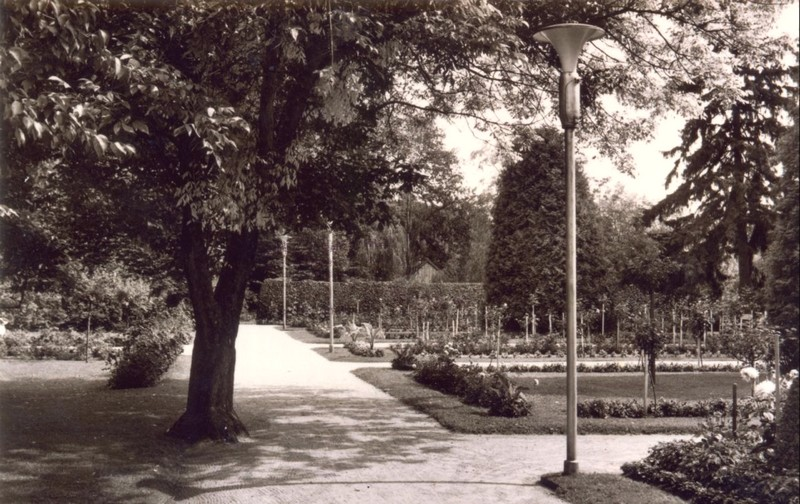
Ogród różany w 1938 r.

Pod koniec lat 20. XIX w. rozpoczęto czteroletnie prace ziemne na wzgórzu (niem.) Galgenberg (pol.) Szubieniczne Wzgórze, które zgodnie z założeniami miało doprowadzić do powstania parku miejskiego. Głównym pomysłodawcą i fundatorem inwestycji był dowódca miejscowego garnizonu ppłk Otto Wilhelm Freiherr Gans Edler zu Putlitz. Tenże przy pomocy żołnierzy (niem.) Ulanen-Regiment von Schmidt (1. Pommersches nr 4) urządził m.in. tarasy ze ścieżkami spacerowymi, zbudował balkon widokowy nad brzegiem rzeki Regi oraz mur oporowy, który miał chronić ścieżki i balkon przed osuwaniem się zbocza. Teren dodatkowo został zalesiony, w kolejnym wieku natomiast wzbogacony o tzw. ogród różany (niem.) Rosengarten, który stał się swoistą wizytówką miasta uwiecznianą na licznych kartach pocztowych. Na cześć ofiarodawcy górę w parku miejskim nazwano (niem.) Ottoshöhe (pol.) Górą Ottona.

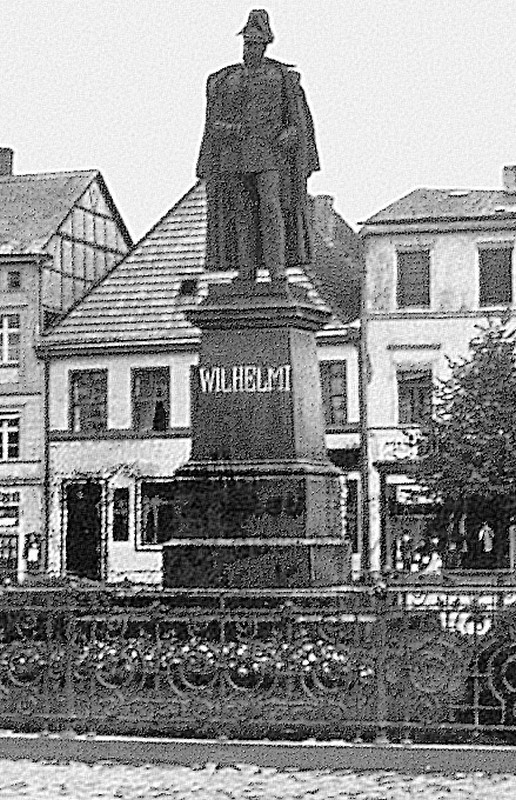
Pomnik Wilhelma I

W latach 30. XX w., wzorem inicjatyw społecznych władze miasta postanowiły przebudować park miejski i dostosować go do potrzeb kultury i masowej rekreacji. Dzięki junakom z Ochotniczej Służby Pracy Rzeszy (niem.) Reichsarbeitsdienst, którzy byli skoszarowani w Przygotowawczej Szkole Podoficerskiej (niem.) Unteroffizier – Vorschule, powstał bulwar nadrzeczny, który ciągnął się od cukrowni, poprzez alejkę wzdłuż rzeki do mostku (niem.) Notbrücker. Prawdopodobnie w tym czasie powstał dodatkowy mostek drewniany dla pieszych, tzw. mnisi (niem.) Mönchenbrücke, który łączył dzis. ul. Bracką z promenadą (niem.) Adolf-Hitler-Weg. Ponadto przy cukrowni junacy zagospodarowali plac i wybudowali kamienno-drewnianą pergolę widokową. Zwieńczeniem pracy junaków w mieście było urządzenie letniego amfiteatru (niem.) Freilichtbühne, który został usytuowany po wschodniej stronie wzgórza Ottona, w miejscu starej nieczynnej żwirowni. Pobudowano tam tarasy (miejsca siedzące) oraz scenę.

### Pomniki
W XIX i w pierwszym 30-leciu XX w. powstały 3 pomniki i 1 kamień pamiątkowy. W 1896 r. na głównym placu rynkowym miasta usytuowano trzymetrowy pomnik ku czci cesarza Wilhelma I (niem.) Kaiser-Wilhelm I.-Denkmal. Na cześć ofiarodawcy parku miejskiego, tj. Ottona von Putlitza postawiono pod koniec XIX w. obelisk ku jego czci (niem.) Otto von Putlitz-Denkmal. W latach 20. XX w. natomiast powstały: dziesięciometrowy obelisk ku czci żołnierzy (niem.) Kriegerdenkmal oraz kamień pamiątkowy ku czci poległych w I wojnie światowej sportowców (niem.) Turner-Denkmal.

## Od II poł. XX w. do I dekady XXI w.

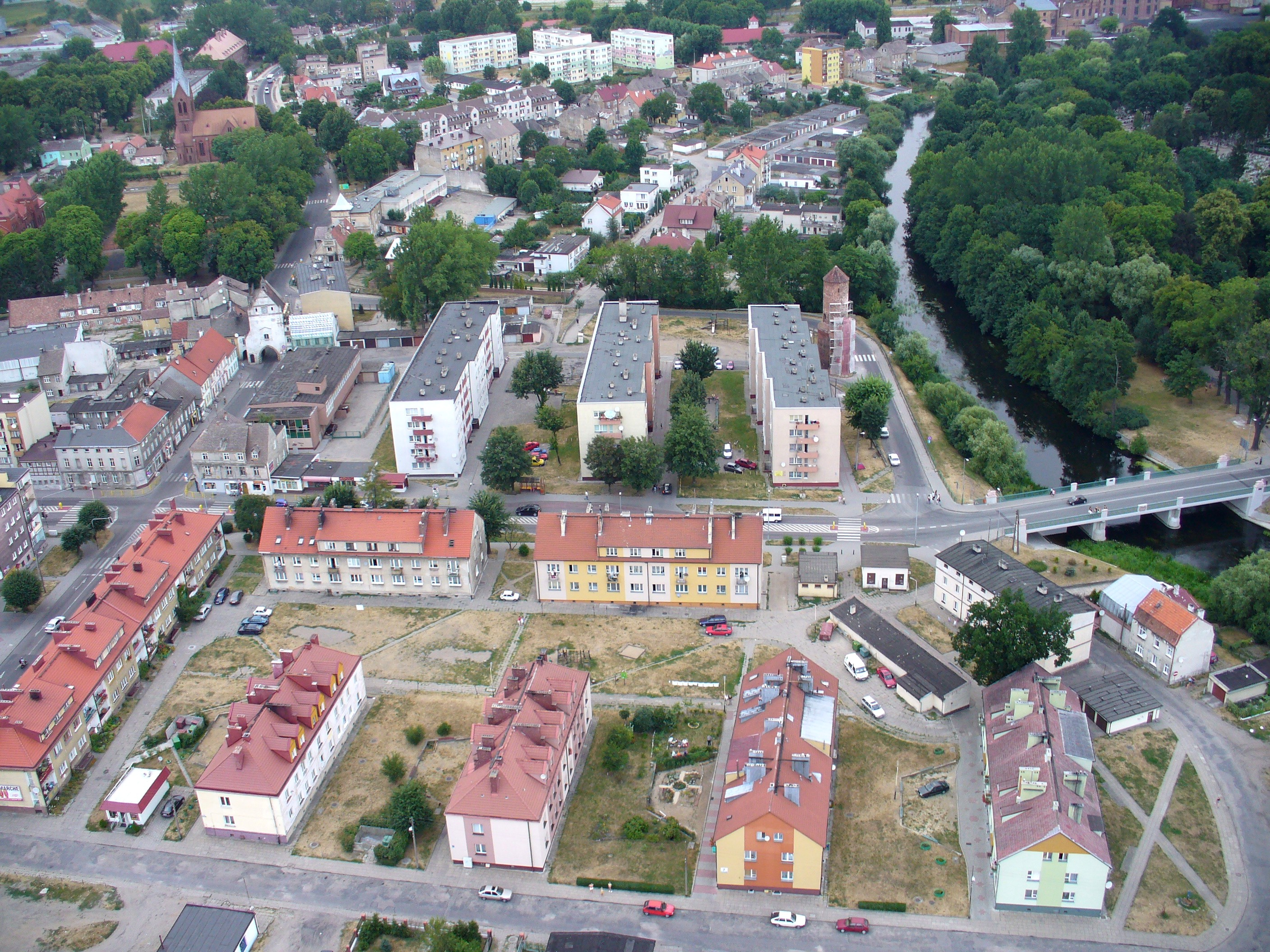
Blokowiska przy ul. Nadrzecznej i Brackiej (obszar Starego Miasta)

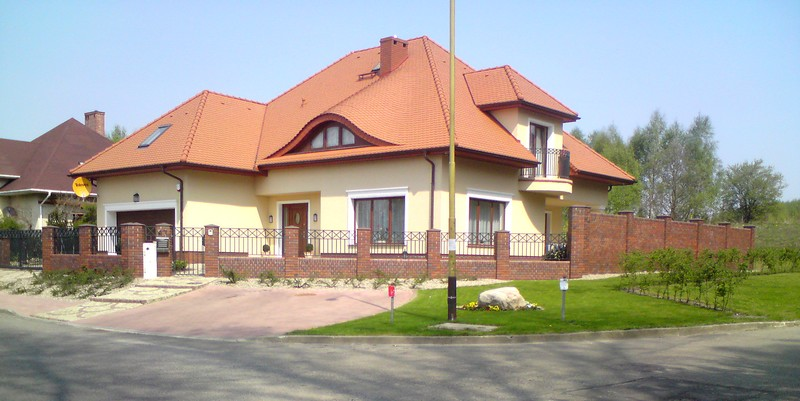
Dom jednorodzinny przy ul. Słowiańskiej

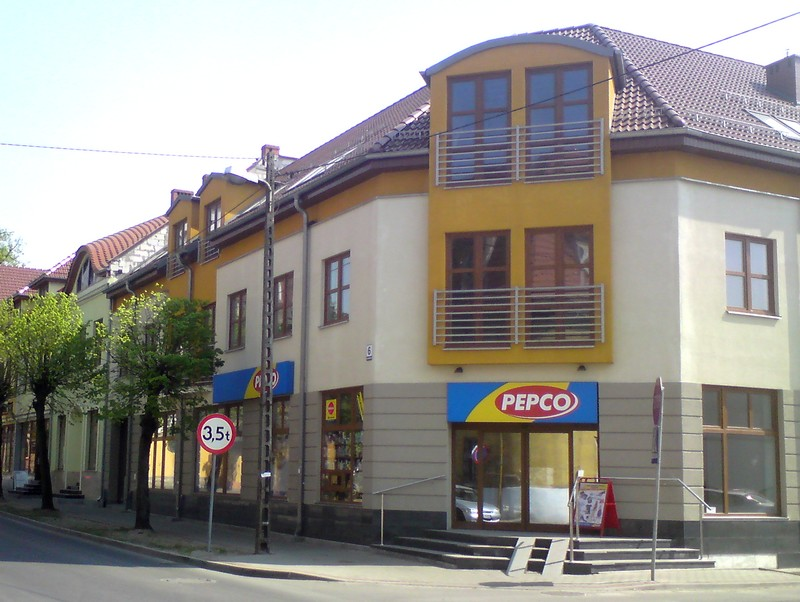
Budynki przy ul. Mickiewicza

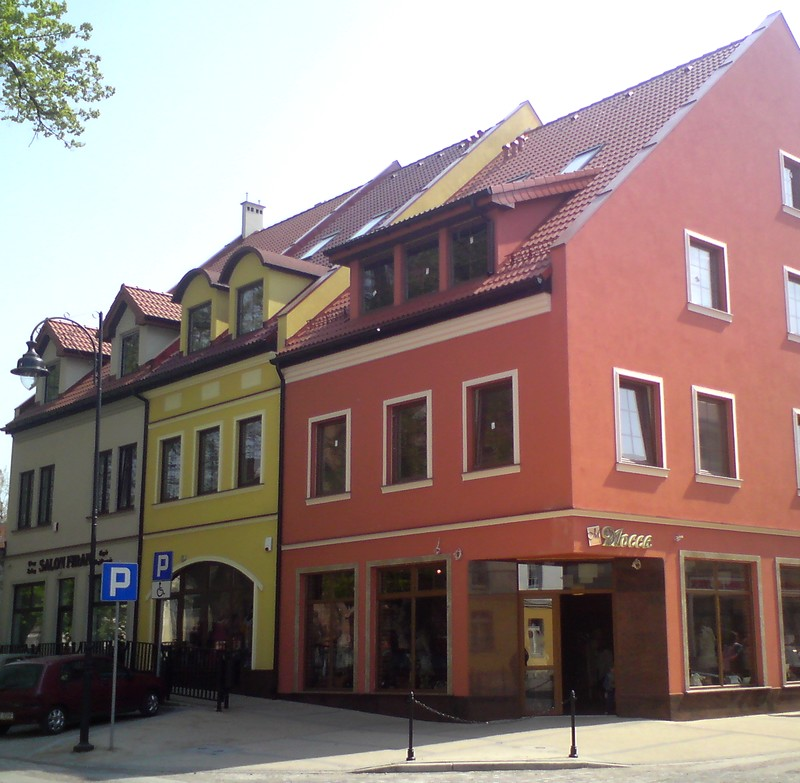
Budynki przy ul. Kościelnej

### Budownictwo mieszkaniowe
Na skutek podpaleń w 1945 r., dokonywanych przez wojska radzieckie, większa część zabudowy starówki, jak i pozostałej części miasta – uległa zniszczeniu (40% budynków z okresu XVIII i XIX w.) Dlatego też dziś najstarsza część Gryfic ma charakter mieszanego budownictwa, wśród którego odnajdujemy jedno-, dwu- i czteropiętrowe budynki tworzące blokowiska (ul. Nadrzeczna, Niepodległości, Wałowa, Bracka, Młyńska, Strzelecka i Podgórna). Z reguły obiekty te zwieńczone są płaskim, dwu i czterospadowym dachem, także tzw. łamanym. W przeważającej mierze zostały zbudowane w latach 50. i 60. XX w., dalsze w kolejnych latach. Podobny przykład współczesnej architektury Starego Miasta stanowią: budynek miejscowego magistratu przy ul. Wojska Polskiego, zwieńczony płaskim dachem, zespół wielkopowierzchniowego punktu handlowego, tzw. trojaki pomiędzy ul. Wojska Polskiego i Niepodległości o pulpitowych dachach, Galeria handlowa Hosso i punkt handlowy Rega (ul. Wojska Polskiego) z dachami płaskimi.
W latach 50. XX w. wzrosło zapotrzebowanie na nowe lokale mieszkalne. W Gryficach do budowy mieszkań przystąpiono w 1958 r. Nowe budynki powstawały w pierwszym rzędzie w śródmieściu, gdzie straty wyrządzone przez wojska radzieckie były największe. Pierwsze 2 bloki mieszkalne przekazano pod zamieszkanie w 1960 r. Do końca 1965 r. oddano do użytku 1186 izb mieszkalnych, a do 1968 r. – 1905 oraz wyremontowano i odbudowano kilkaset następnych. W międzyczasie powstała Międzyzakładowa Spółdzielnia Mieszkaniowa „Kolejarz” (1961 r.), przekształcona w cztery lata później w Spółdzielnię Mieszkaniową „Nad Regą”. Pierwsze spółdzielcze mieszkania lokatorskie powstały już w 1967 r. (Do końca 1975 r. powstało 9 budynków z 354 lokalami mieszkalnymi). W wielu spółdzielczych budynkach w części parterowej utworzono punkty handlowo-usługowe, np. budynki przy ul. Wałowej, Niepodległości i J. Dąbskiego. W dalszych latach zbudowano wiele dalszych budynków na osiedlu „XXX-lecia PRL” oraz „Słonecznym”. Dziś stanowią największe skupiska osiedleńcze mieszkańców miasta. W latach 90. XX w. niektóre budynki spółdzielcze, które posiadały strychy, zaadaptowano pod mieszkania, np. przy ul. Nadrzecznej i Jana Dąbskiego. Na dachach pojawiły się charakterystyczne okna, m.in. – połaciowe. Domy te posiadają balkony. Od lat 90. XX w. poszczególne budynki poddawane są termomodernizacji (ocieplenie budynków, wymiana stolarki okiennej). Dzięki temu pojawiła się elewacja zewnętrzna na budynkach. Prócz budownictwa spółdzielczego, pojawiły się także blokowiska zakładowe i komunalne. Te ostatnie należą do Towarzystwa Budownictwa Społecznego w Gryficach.

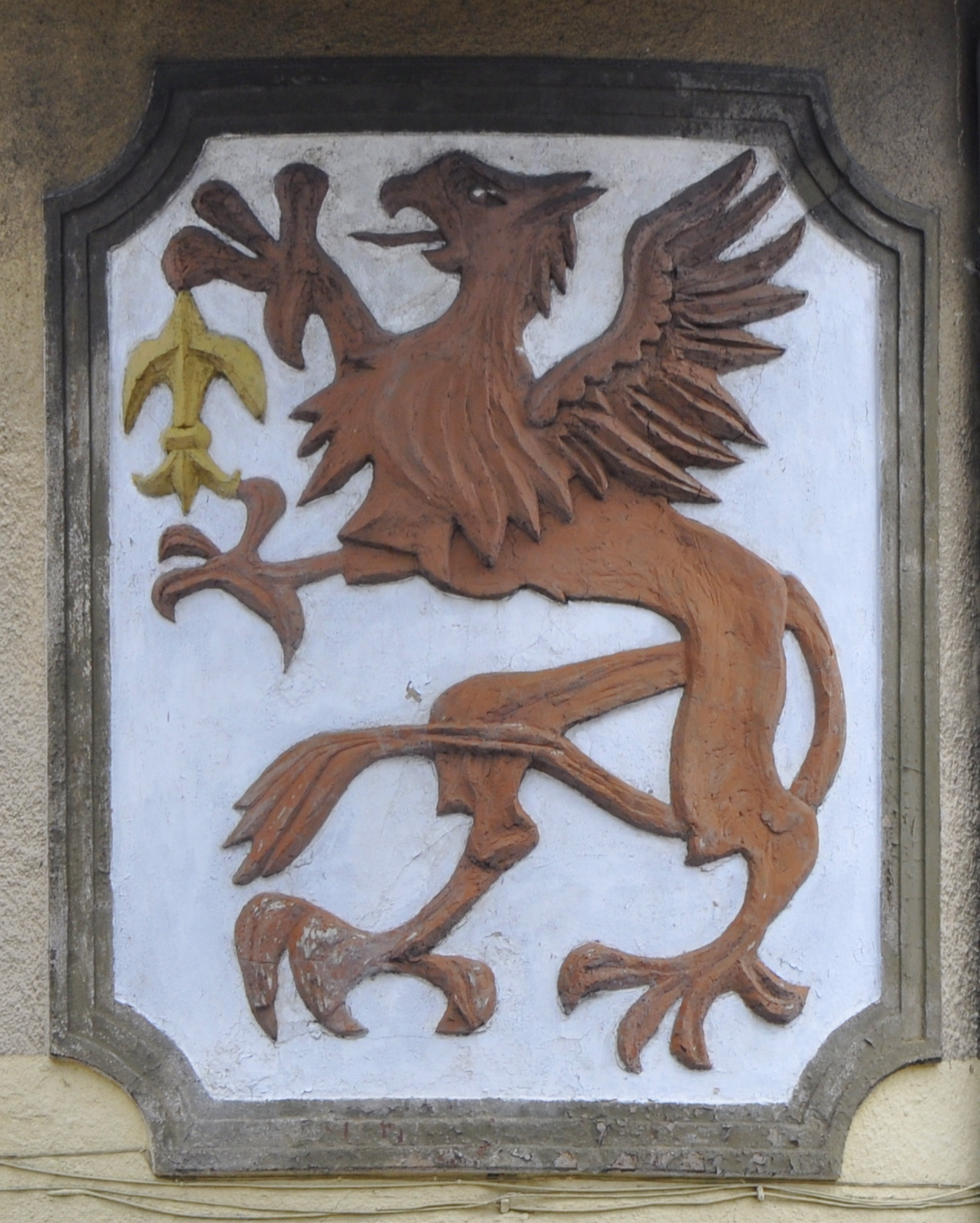
Godło miasta na budynku przy ul. ks. S. Ruta

W tym okresie zaznaczył się znaczny wzrost środków przekazanych na remonty kapitalne oraz ożywienie w sektorze budownictwa indywidualnego, który został zapoczątkowany w latach 70. XX w. Początkowo powstawały budynki piętrowe jednorodzinne oraz typu bliźniak, w kształcie sześciennej bryły o płaskich dachach, które od lat 80. XX w. przybierały różne formy na skutek stosowanych dobudówek, w celach pozyskania większej powierzchni mieszkalnej (w tym tych, które powiększone zostały o kolejne piętro). Budynki budowano o dwu i czterospadowych dachach (czasem naczółkowych) z oknami typu połaciowego, kolankowego czy tzw. oddymiającego, z charakterystycznym gankiem i kolumnami przy wejściu (tzw. dworki), garażami i wysokim podpiwniczeniem. W dalszych latach – różnorodność pojawiających się projektów architektonicznych – pozwoliła na stosowanie dowolności w budownictwie indywidualnym (np. zabudowa szeregowa przy ul. Pomorskiej). Do najciekawszych należą m.in. budynek przy ul. Litewskiej oraz przy Śniadeckich, które na skutek dobudowanych wieżyczek przykrytych kopułami przypominają swą architekturą znane z poprzednich wieków – pałacyki i wiele innych, które powstają sukcesywnie na obrzeżach miasta. Domy te posiadają tarasy i balkony. Współcześnie budowane są ocieplane, gdzie stosuje się okna  z PCW, starsze natomiast poddawane termomodernizacji. W niektórych domach w części piwnicznej bądź parterowej utworzono działalność gospodarczą. Powstały m.in. małe sklepy spożywcze, prywatne gabinety lekarskie i stomatologiczne. Wszystkie budynki indywidualne posiadają przydomowe ogrody, które są zagospodarowywane według zapotrzebowania ich właścicieli. W niektórych można odnaleźć oczka wodne bądź małe baseny.
W architekturze miasta, prócz galerii handlowej przy ul. Wojska Polskiego, wielkopowierzchniowych dyskontów spożywczych (ul. J. Dąbskiego, 3 Maja, Sportowa) i innych tego typu obiektów – można odnaleźć pojedyncze, małe budynki handlowe (np. przy ul. J. Dąbskiego) bądź w zabudowie szeregowej (os. XXX-lecia PRL (ul. Akacjowa), ul. Wałowa, Kościelna i Bracka) – parterowe i piętrowe wykończone płaskim, pulpitowym, dwu i wielospadowym dachem oraz wejściem z witryną sklepową. Niektóre piętrowe są przystosowane pod zamieszkanie lub wynajem pod biura (np. ul. Wałowa).
Zasoby mieszkaniowe w 2006 r. obejmowały: mieszkania osób fizycznych (2848), spółdzielcze (1422), komunalne (922), TBS (260), zakładowe (208) i pozostałe (36).

### Nowe budynki użyteczności publicznej

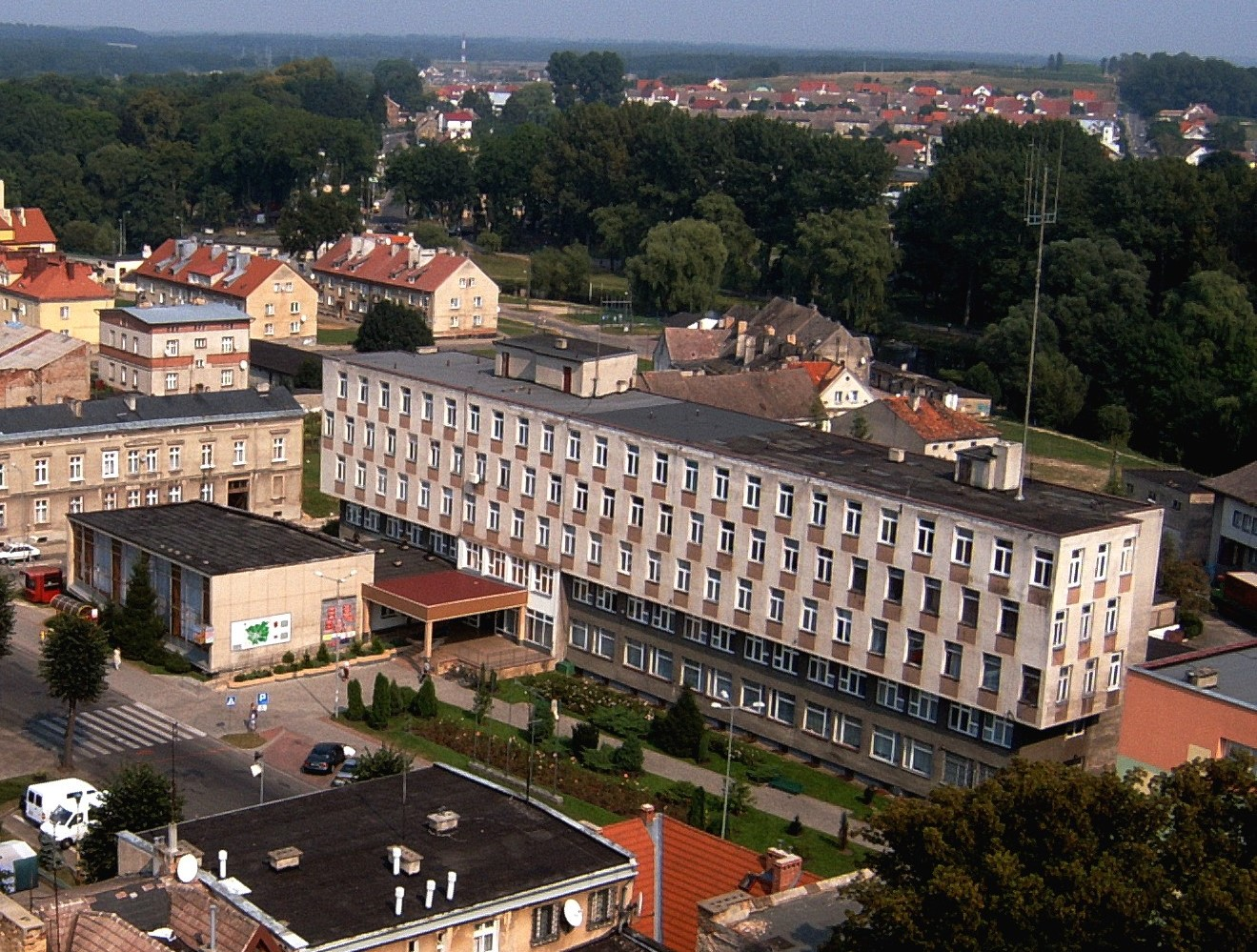
Budynek Urzędu Miejskiego i Starostwa w Gryficach w 2001 r.

W roku 1970 także oddano do użytku obecny budynek ratusza, który został usytuowany przy placu Zwycięstwa (ul. Wojska Polskiego) po jego wschodniej stronie. W tym roku też, dzięki staraniom starostwa zapadła decyzja władz wojewódzkich o budowie szpitala rejonowego w Gryficach – placówki o pełnym profilu. Inwestycję budowy ZZOZ zlecono Stargardzkiemu Przedsiębiorstwu Budownictwa Ogólnego. W 1982 r. ukończono budowę miejscowego szpitala, natomiast trzy lata później – 12 kwietnia 1985 r. – odbyła się w Gryficach uroczystość związana z ukończeniem inwestycji dla ZZOZ.

### Nowe obiekty sakralne
W 1971 r. w Gryficach zainicjowany został Ruch Kościołów Chrystusowych. Kaplica obecnego Zboru mieści się przy ul. 6 Marca 2 (od 1989 r.) w 1/2 budynku typu „bliźniak” – na parterze. Drugie piętro jest przeznaczone natomiast na część mieszkalną. W 1997 r. powstała Sala Królestwa Świadków Jehowy przy ul. Trzygłowskiej 30. Należy do związku wyznaniowego „Świadkowie Jehowy w Polsce”.

### Przebudowa starówki

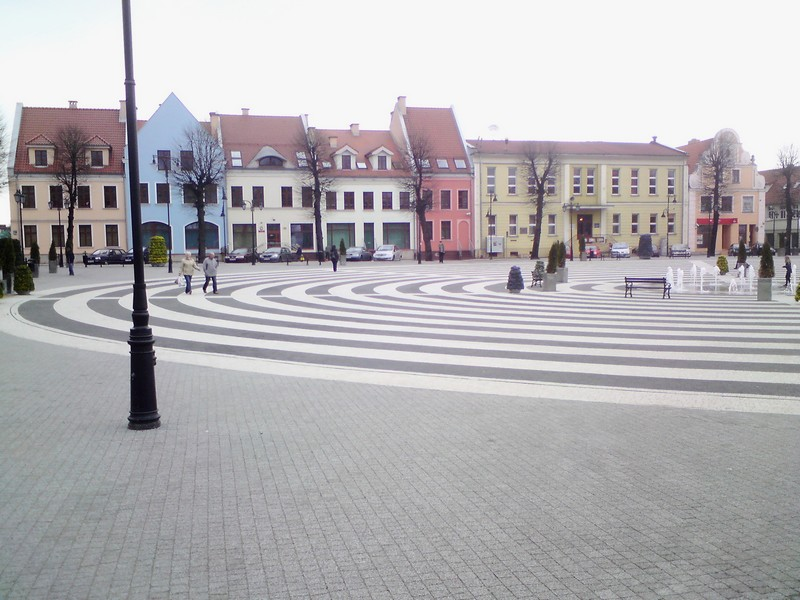
Pierzeja zachodnia rynku

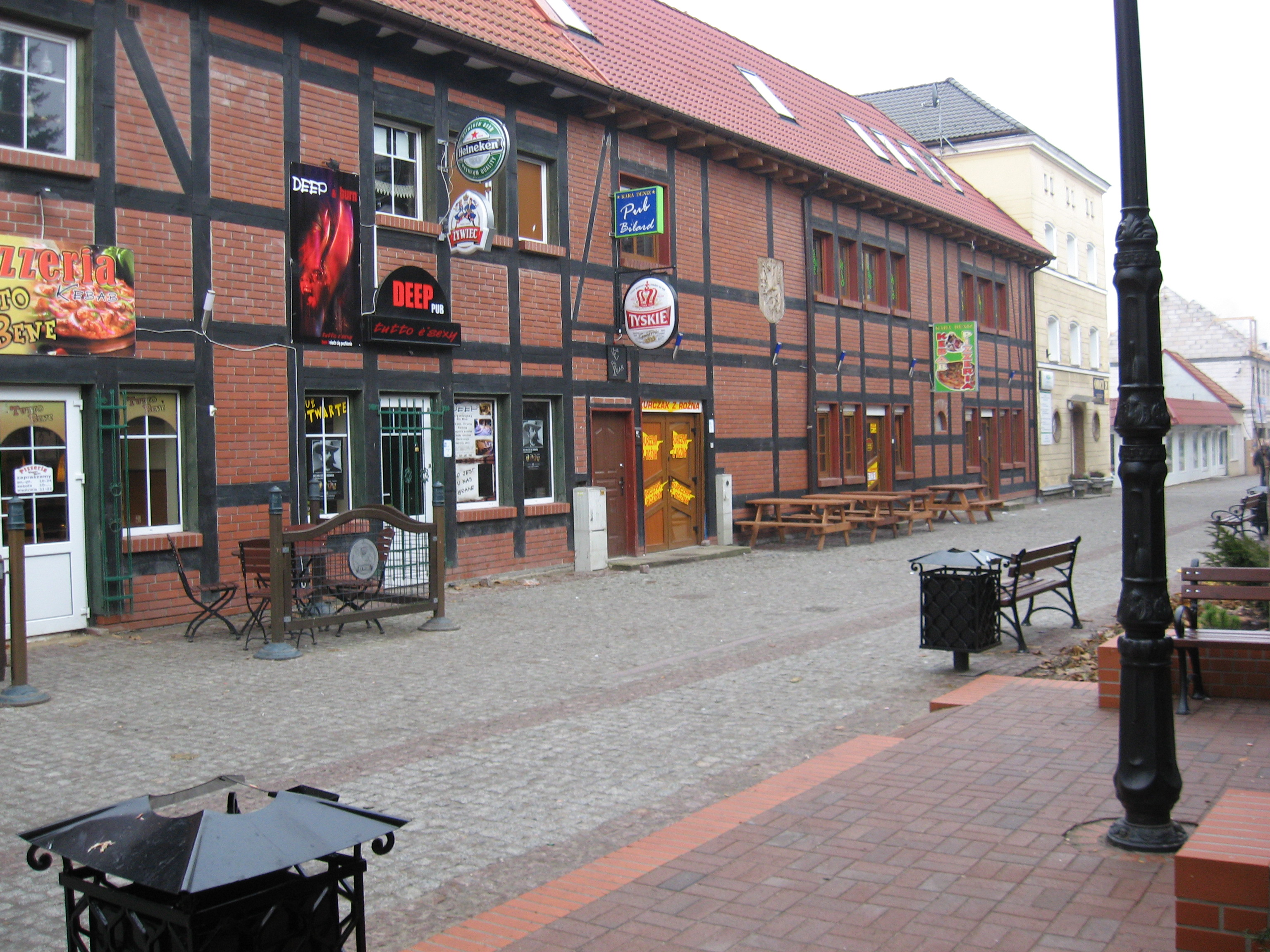
Pasaż handlowy przy ul. ks. S. Ruta w Gryficach

Spośród licznych inwestycji prowadzonych w mieście na uwagę zasługują te, które tyczą terenu Starego Miasta. Ważnym etapem dla miasta stała się renowacja części starówki przy ul. Niepodległości. W dniu 20 czerwca 2001 r. (pozwolenie WUAiB nr 7351/58/2000 z dn. 31 marca 2000 r.) rozpoczęto budowę nowej siedziby Urzędu Skarbowego przy ul. Niepodległości 54a. W październiku 2002 r. zakończono przedsięwzięcie. Poza tym, aby sprostać standardom i zaleceniom konserwatorskim odrestaurowano również w tym miejscu 5 kamieniczek sprzed 1939 r. Powierzchnie wewnątrz budynku połączono w jedną całość i dostosowano do potrzeb pracy US w Gryficach. W kolejnych latach dokonano również renowacji budynków śródmiejskich (np. termodernizacja i dostosowanie fasady budynków do zabudowy staromiejskiej), co znacznie poprawiło wizerunek zabudowy Starego Miasta.
W latach 2008–2010 rozpoczęto dalszą przebudowę śródmieścia. Zgodnie z planami inwestycyjnymi zrealizowano projekt budowy pasażu pomiędzy ul. 3 Maja a Niepodległości (przedłużenie ul. ks. S. Ruta), który przybrał charakter zabudowy staromiejskiej. Nawierzchnię na ulicach Wojska Polskiego, Niepodległości, Kościelnej i Brackiej wyłożono granitową kostką, przebudowano również chodniki i wykonano dodatkowe miejsca parkingowe. Projekt był realizowany w ramach Narodowego Programu Przebudowy Dróg Lokalnych 2008-2011 oraz Regionalnego Programu Operacyjnego Województwa Zachodniopomorskiego na lata 2007–2013. Otwarcie dróg nastąpiło 16 września 2010 r.
W sierpniu 2010 r. rozpoczęto przebudowę placu Zwycięstwa. Projekt realizowany był w ramach Regionalnego Programu Operacyjnego Województwa Zachodniopomorskiego i III etapu rewitalizacji Gryfic. Koszt całej inwestycji wyniósł ok. 2,7 mln zł. Celem przedsięwzięcia było podniesienie walorów reprezentacyjnych i ekspozycyjnych centrum miasta. Zakres inwestycji obejmował wymianę nawierzchni placu, zmianę lokalizacji pomnika i ustawienie obelisku na nowym piedestale, zmianę układu miejsc postojowych dla samochodów osobowych, wprowadzenie nowego układu zieleni, ławeczek wypoczynkowych, montażu oświetlenia w otoczeniu pomnika oraz budowy basenu terenowego z układem iluminowanych nocą fontann. Plac wzorowany na centralnym placu (wł.) Piazza del Campo w Sienie (Włochy) oddano do użytku 19 listopada 2010 r. Na początku XXI w. powstał projekt zagospodarowania rynku w Gryficach według arch. M. Hussakowskiego i K. Gnata, którzy zakładali m.in. przebudowę placu z pozostawieniem pomnika w tym samym miejscu (usunięta miała być zabudowa fontann). Poza tym planowano odrestaurowanie kamieniczek. Projekt został zrealizowany częściowo – odbudowano i przywrócono do dawnej świetności kamieniczki przy ul. Niepodległości – dzisiejsza siedziba Urzędu Skarbowego. Novum koncepcji było założenie odbudowy kamieniczek przed gmachem miejscowego magistratu (według zabudowy sprzed 1939 r.), które miały zasłonić postkomunistyczną budowlę urzędu miasta. Koncepcja odbudowy centrum Starego Miasta została zastąpiona nowym planem, który w swoich założeniach ujmował jedynie przebudowę placu. Od początku XXI w. powolnej odbudowie zostały poddane budynki przy ulicach: Wojska Polskiego, Niepodległości, Mickiewicza i Kościelnej, które nawiązują do XIX wiecznej zabudowy miasta.

### Współczesna zieleń miejska

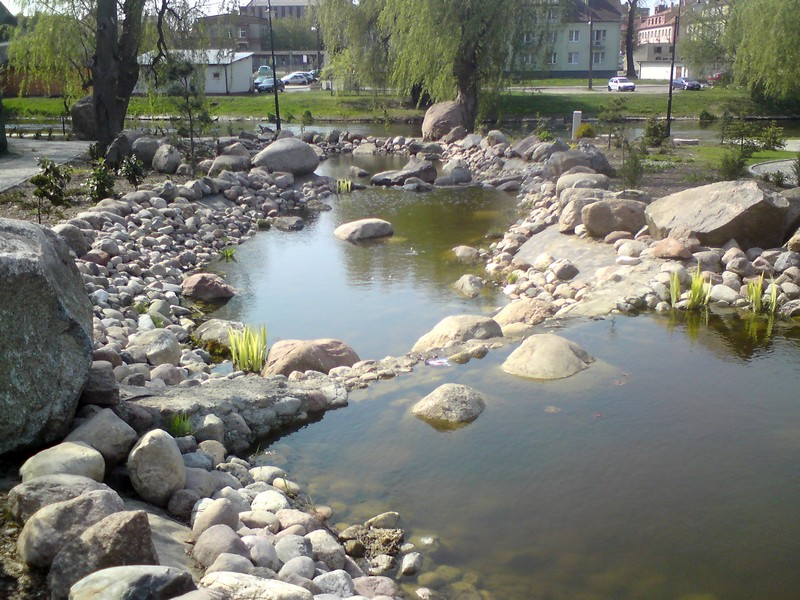
Ciek wodny w ogrodzie japońskim

Zapoczątkowana w XIX w. i w latach 30. XX w. adaptacja parku miejskiego dla celów rekreacyjnych i wypoczynkowych była kontynuowana również w okresie po II wojnie światowej. Obecnie na prawym brzegu rzeki Regi znajdują się dwa parki:
- Park Miejski nad Regą posiada drzewostan mieszany z przewagą drzew liściastych, gatunki rodzime i obce (lipowa, jesionowa, topolowa), dużo drzew pomnikowych i okazałych drzew dziuplastych[64],
- Park Leśny nad Regą posiada drzewostan mieszany z przewagą drzew liściastych. Dominują tu buki, lipy, dęby oraz dużo drzew pomnikowych (m.in. buk o obwodzie pnia 750 cm o trzech zrośniętych pniach)[64].

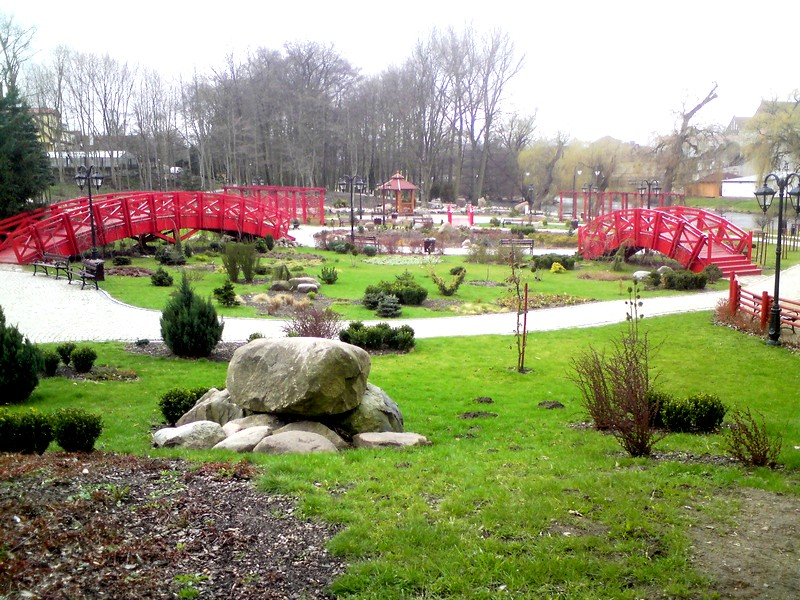
Ogród japoński w Gryficach

Parki włącznie z rzeką Regą, dzielą miasto na dwie części. Niewielkie obszary leśne znajdują się również w pobliżu szpitala wojewódzkiego, a także na terenach przy siedzibie nadleśnictwa w osadzie Zdrój. W pobliżu znajduje się tam Ogród Działkowy im. Jana Kasprowicza.
W parku miejskim znajdują się: przystań kajakowa, plac zabaw, boisko sportowe do gry w piłkę koszykową typu „Orlik 2012” (obiekty wybudowane na przełomie 2009/2010 r.), boisko do piłki nożnej (tzw. zapasowe Klubu Sportowego „Sparta Gryfice”). W Parku Miejskim znajduje się również tzw. ogród japoński, który usytuowano przy promenadzie nad rzeką Regą i ul. J. Dąbskiego. Ogród ten posiada liczne pergole, mostki, klomby, źródełko z kilkustopniowym spadem, oczko wodne, skalnik, ścieżki spacerowe, ławeczki oraz plac zabaw dla dzieci.
Obecne tereny zieleni miejskiej (2008 r.) obejmują: parki spacerowo-wypoczynkowe (22 ha), zieleńce (4,6 ha), zieleń uliczną (14 ha), tereny zieleni osiedlowej (6,6 ha), lasy gminne (2 ha) oraz zieleń cmentarną (16,4 ha)

### Mosty drogowe i kolejowe

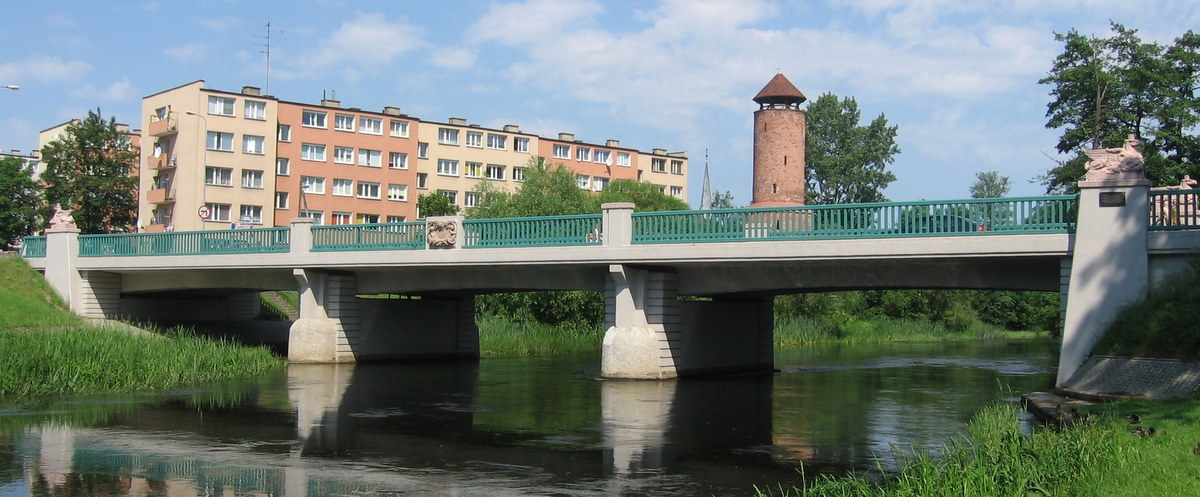
Most żelbetowy

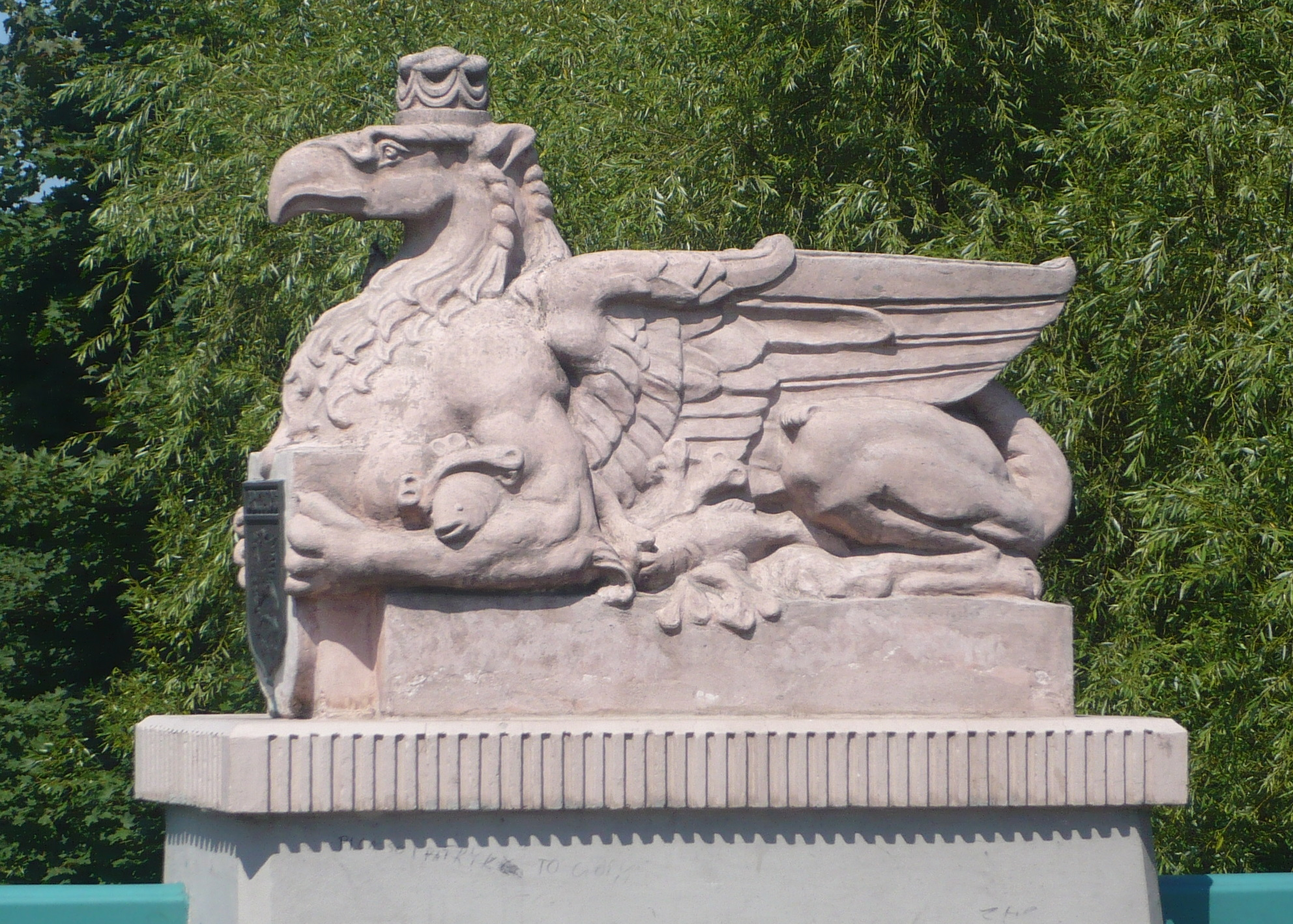
Odlew Gryfa na moście żelbetowym

Śródmieście miasta z jego prawobrzeżem połączonym jest mostem drogowym, który posiada chodniki dla pieszych. Most jest częścią drogi wojewódzkiej nr 105 (łączącej ul. Nadrzeczną z J. Dąbskiego). Jest to pierwszy żelbetowy most w mieście zbudowany na początku XX w. (niem.) Regabrücke. Oddany do użytku most (1911 r.) odbudowano po jego zniszczeniu w 1945 r., przebudowano i poszerzono w 2001 r. według projektu biura inżynieryjno-technicznego w Poznaniu. Most na swoich końcach posiada cztery odlewy gryfów trzymających herb Gryfic, nawiązujących do historii miasta, jego symboliki i zachodniopomorskich książąt z rodu Gryfitów. W latach 1985–2000 przy moście tym (strona południowa) funkcjonowała kładka dla pieszych, która miała usprawniać ruch, z uwagi na wysoką wypadkowość i wąskie chodniki mostu żelbetowego. Zawalenie jej spowodowało przebudowę i poszerzenie mostu żelbetowego. W Gryficach istnieje jeszcze kilka mostków drogowych (tzw. przepustowych niem. Abwasserkanalbrücke). Usytuowane są one na ul. Starogrodzkiej, Litewskiej, Kamienna Brama, Górskiej, Rapackiego, T. Kościuszki, Podwiejskiej, Pomorskiej oraz Nowy Świat.
Ruch pieszy przez rzekę odbywa się poprzez 3 kładki, mostek przepustowy oraz gryficki most drogowy. Od strony ulicy Strzeleckiej do parku miejskiego zbudowany jest mostek i kładka nad jazem, który został przebudowany po II wojnie światowej. Wcześniejszy nosił nazwę (niem.) Jungfernbrücke. Druga kładka dla pieszych zbudowana jest przy mostku przepustowym na ul. Kamienna Brama. W samym parku natomiast położona jest kładka usprawniająca ruch z ul. Zdrojową. Nosiła ona niegdyś nazwy: (niem.) Laubrücke, Notbrücke i Pionierbrücke. Do nieczynnych natomiast mostów należy most kolei wąskotorowej (niem.) Eisenbahnbrücke na trasie Gryfice – Brojce – Trzebiatów.

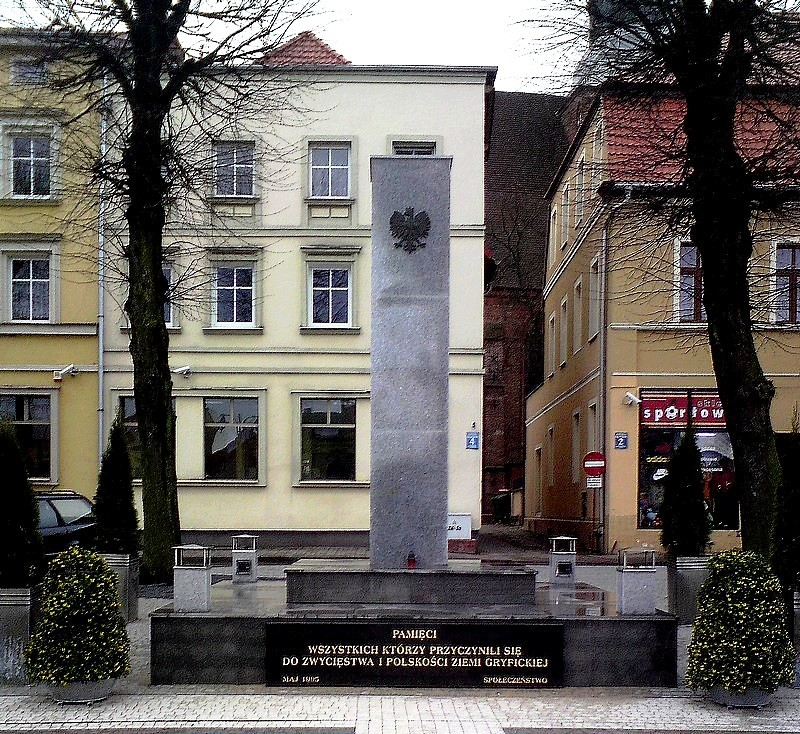
Pomnik „Wdzięczności”

### Pomniki
W architekturę współczesnego miasta zostały wtopione również pomniki i miejsca pamięci narodowej. Wymienić tu należy obelisk, tzw. Pomnik Wdzięczności (po przebudowie placu Zwycięstwa, z centralnej części przeniesiony w pomniejszonej wersji na południową stronę), pomnik pp. Jana Pawła II (przy południowej stronie kościoła WNMP), pomnik ku czci poległych żołnierzy polskich na cmentarzu komunalnym przy ul. Broniszewskiej oraz kamień pamiątkowy poświęcony marsz. Józefowi Piłsudskiemu (na skwerze przy ul. 11 listopada).

### Fontanny

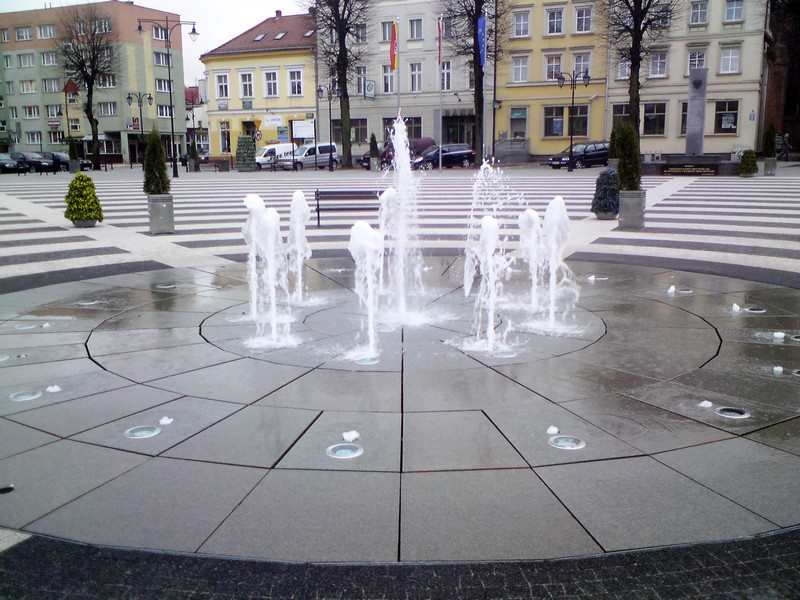
Fontanna na placu Zwycięstwa

W Gryficach znajduje się jeden czynny zespół fontann, iluminowany nocą (od 2010 r.). Składa się z kilkunastu powierzchniowych dysz ułożonych na dwóch okręgach i jednej usytuowanej w środku. Znajduje się w centralnej części placu Zwycięstwa. Jest sterowany elektronicznie. Do nieczynnych należy mała kamienna fontanna (XIX w.), która jest umiejscowiona w parku miejskim przy przystani kajakowej nad Regą.

## Pozostałości kultury materialnej

### Obiekty fortyfikacji miasta

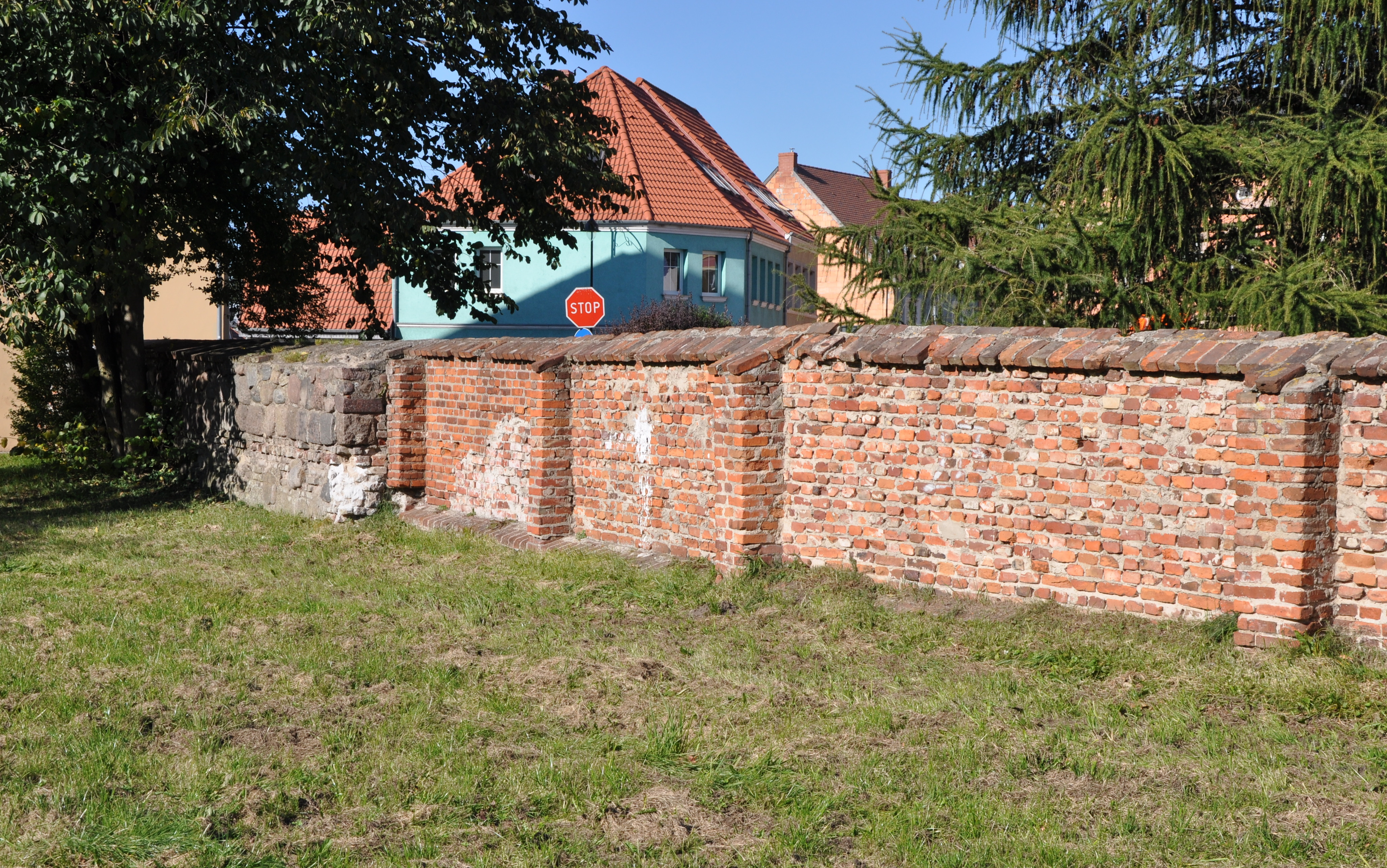
Fragmenty murów obronnych w Gryficach

Miasto jest jedynym w dorzeczu Regi, w którym zachowały się dwie spośród trzech bramy miejskie, tj. Wysoka (niem.) Hohes Tor i Kamienna (niem.) Steintor (zabytki dziedzictwa kulturowego), wtopione w obszar Starego Miasta, należały do zespołu fortyfikacji miejskich. Charakteryzują się stylem mieszanym, tzw. gotycko-renesansowym z elementami współczesnej architektury, co ma związek z ich zniszczeniem i przebudową (np. I i II etap rewitalizacji zabytków dziedzictwa kulturowego). W mieście zachowały się niewielkie pozostałości murów obronnych (niem.) Verteidigungsmauern z przełomu XIII/XIV oraz XVII w., których najokazalsze fragmenty pozostały przy ul. Górskiej. Kolejnym elementem obronnym miasta jest wieża Prochowa (niem.) Pulverturm zbudowana z licowanej cegły w wiązaniu gotyckim, która spełniała funkcję wieży strzelniczej. Po przebudowie stożkowego zadaszenia w 2007 r. (II etap rewitalizacji) spełnia funkcję punktu widokowego.

### Obiekty sakralne

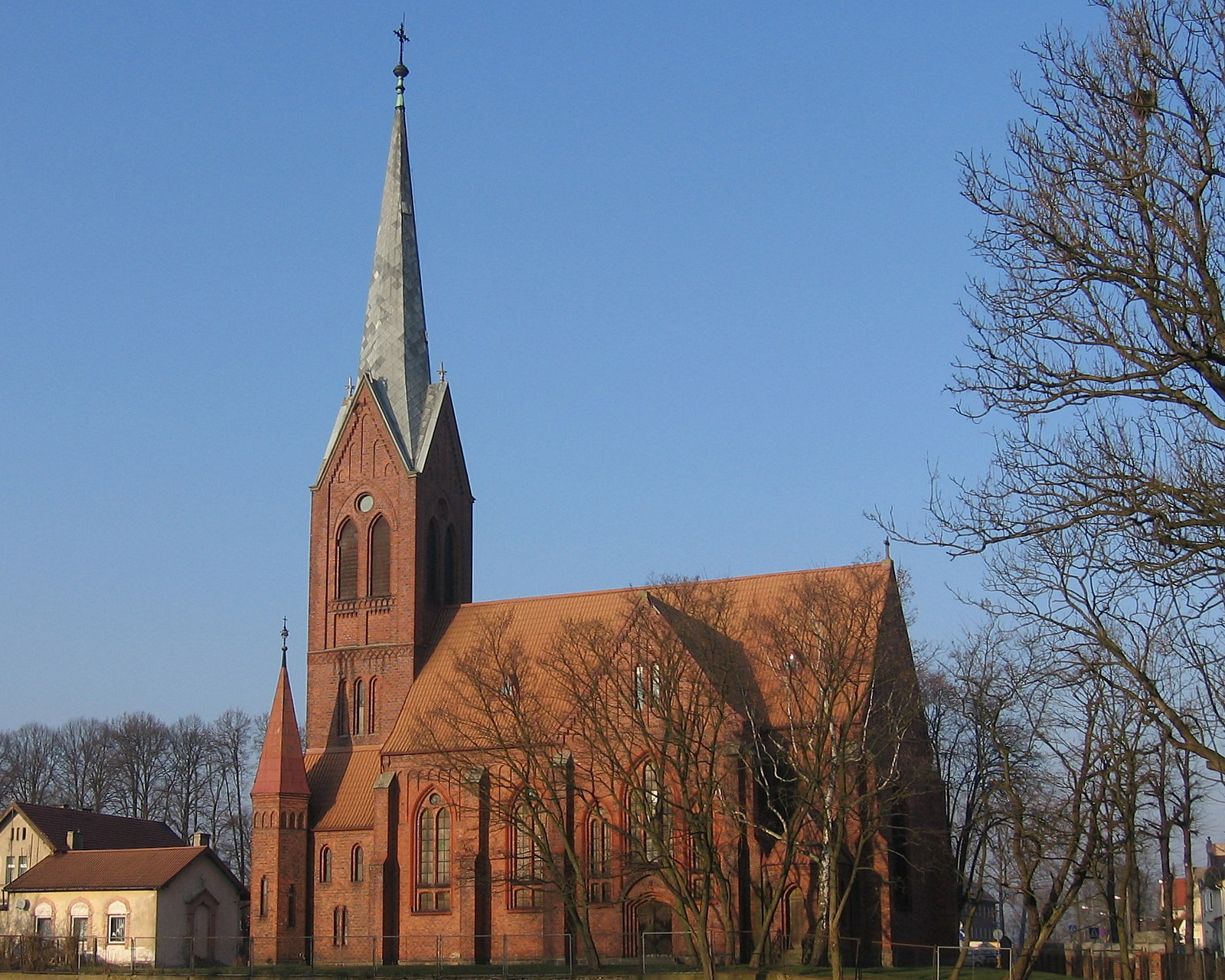
Kościół neogotycki, obecnie cerkiew prawosławna pw. Zaśnięcia Przenajświętszej Bogurodzicy

W Gryficach usytuowanych jest kilka obiektów sakralnych, które zostały ujęte w rejestrze zabytków. Najokazalszym z nich jest kościół WNMP (niem.) Marienkirche, będący gotycką budowlą stale rozbudowywaną od XIII w., kalenicowo zwróconym do ul. Kościelnej, pokryty wielospadowym dachem. Kolejnym przykładem architektury gotyckiej w mieście jest kaplica św. Jerzego (niem.) St. Georgskapelle z XV w., położona poza obrębem Starego Miasta, obecnie pełni funkcję lapidarium i kaplicy cmentarnej. Fasadą zwrócona jest do alejki cmentarnej. Trzecim z kolei obiektem sakralnym, położonym na północ od Starego Miasta, jest staroluterański kościół neogotycki św. Jana (niem.) St. Johanniskirche oddany do użytku w 1913 r. Dziś pełni funkcję cerkwi prawosławnej – kalenicowo zwróconym do ul. Nowy Świat.

### Pozostałe zabytki

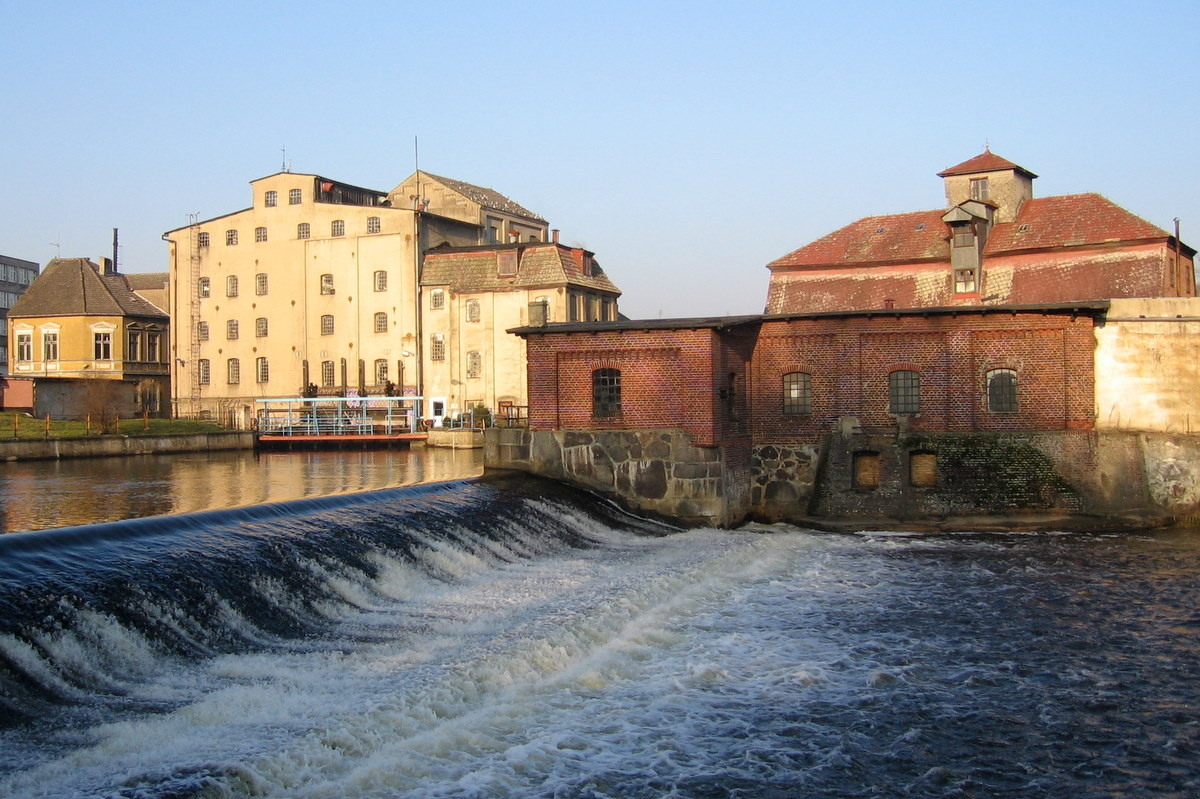
Młyn zbożowy w Gryficach

Do nielicznych zabytków kultury materialnej należy m.in. zespół dworca kolei wąskotorowej (niem.) Schmalspur – Bahnhof, który wraz z jej linią stanowi zabytkową architekturę i przykład wysokiego poziomu techniki przełomu XIX/XX w. (dziś wykorzystywana na odcinku Gryfice-Pogorzelica) oraz młyn zbożowy (niem.) Getreidemühle, z poł. XIX w. wraz z magazynem, który prowadzi obecnie działalność w zakresie małej energetyki wodnej.
W roku 2010 została wydana multimedialna płyta DVD (Niemcy), która ukazuje zabytki kultury materialnej miasta. Powstała dzięki zaangażowaniu miejscowego kolekcjonera – Jerzego W. Grycmachera. Zawiera ok. 1200 fotografii, ukazujących architekturę miasta i okolic od 1845 do 1945 r.

### Źródła
- Erchardt R., Kubalica P., Plan miasta Gryfice, Wydział Promocji Urzędu Miasta w Gryficach, Gryfice 2007.
- Główny Urząd Statystyczny. Bank Danych Lokalnych, Dane dla jednostki podziału terytorialnego (pol.) [dostęp 2011-05-02].
- Krajowy Ośrodek Badań i Dokumentacji Zabytków, Rejestr zabytków nieruchomych – województwo zachodniopomorskie (pol.) [dostęp 2011-04-12].
- RBGP Szczecin, Studium uwarunkowań i kierunków zagospodarowania przestrzennego gminy Gryfice (pol.) [dostęp 2011-04-26].

### Opracowania
- Błonko T., Sytuacja gospodarcza w powiecie gryfickim w roku 1945, [w:] Białecki T. (red.), Ziemia Gryficka 1969, Szczecin 1971.
- Butzlaff H., Geschichte des Friedrich-Wilhelm-Gymnasium in Greifenberg/Pommern, T. I, 1852-1877, [w:] Beiträge zur Greifenberg-Treptower Geschichte, T. 5, München 1982.
- ks. Chorzępa M., Kościelne dzieje Gryfic (1262-1962), [w:] Cieśliński A. (red.), Zeszyty Gryfickie, nr 1, Gryfice 2001.
- Dopierała B., Polskie losy Pomorza Zachodniego, Poznań 1970.
- Kalita–Skwirzyńska K., Domy i kamienice Trzebiatowa, [w:] Kochanowska J. (red.), Trzebiatów – spotkania pomorskie – 2005, Wołczkowo k. Szczecina 2005.
- Kozaryn J., Przeobrażenia społeczno-gospodarcze powiatu gryfickiego w latach 1946–1968. Próba charakterystyki, [w:] Białecki T. (red.), Ziemia Gryficka 1970-1971, Szczecin 1973.
- Miśkiewicz M., Europa wczesnego średniowiecza. V-XIII wiek, Warszawa 2008.
- Opieka W., Podralski J., Dzieje Spółdzielni Mieszkaniowej Nad Regą w Gryficach, [w:] Kozłowski K. (red.), Ziemia Gryficka 1945-1985, Gryfickie Towarzystwo Kultury w Gryficach, Gryfice 1987.
- Rzeszowski S., Ważniejsze momenty dziejów Gryfic, [w:] Szczecin, miesięcznik Pomorza Zachodniego, nr 3, Szczecin 1962.
- Rzeszowski S., Z dziejów Gryfic, [w:] Białecki T. (red.), Ziemia Gryficka 1969, Gryfickie Towarzystwo Kultury w Gryficach, Gryfice 1971.
- Sekuła B., Odbudowa i rozbudowa miast i osiedli Pomorza Zachodniego w latach 1945–1965, [w:] Przegląd Zachodnio-Pomorski, nr 3, Szczecin 1965.
- Szczygieł K., Raport o stanie zabytków w Gryficach, [w:] Kozłowski K. (red.), Ziemia Gryficka 1945-1985, Gryfickie Towarzystwo Kultury w Gryficach, Gryfice 1987.
- Ulrich A., Chronik des Kreises Greifenberg in Hinterpommern, Dötlingen 1990.
- Wehrmann M., Geschichte von Land und Stadt Greifenberg (Kreis Greifenberg), Greifenberg/Pommern 1927.
- Wesołowska S., Szkic do dziejów szkolnictwa w Trzebiatowie od XIV wieku do czasów współczesnych, [w:] Łysiak W. (red.), Trzebiatów – historia i kultura II, Poznań 2001.
- Żukowski M., Informacje o powstaniu i działalności zespołu opieki zdrowotnej w Gryficach, [w:] Kozłowski K. (red.), Ziemia Gryficka 1945-1985, Gryfickie Towarzystwo Kultury w Gryficach, Gryfice 1987.

### Opracowania online
- Autor nieznany, Eilhardus Lubinus i jego Wielka Mapa Księstwa Pomorskiego (pol.) [dostęp 2011-04-22].
- Gryficki Dom Kultury (oficjalna strona), Rys historyczny (pol.) [dostęp 2011-04-12].
- Izba Skarbowa w Szczecinie, Urząd Skarbowy w Gryficach (pol.) [dostęp 2011-04-13].
- Lahitte J., Gryfice (pol.) [dostęp 2011-04-22].
- Prociak M. (pastor), Kościół Chrystusowy w Gryficach (pol.) [dostęp 2011-04-23].
- Rega24.pl, Gryfice: Ruszyła przebudowa Placu Zwycięstwa (pol.) [dostęp 2011-04-10].
- Rega24.pl, Wojska Polskiego oddane do użytku (pol.) [dostęp 2011-04-13].
- Riemann H., Geschichte der Stadt Greifenberg in Pommern: eine Gedächtnissschrift zum sechshundertjährigen Jubiläum der Stadt, Toepler, Greifenberg/Pommern 1862.

### Opracowania prasowe
- Bieniek D., Jarząb W., Cmentarze i... bliki, „Gryfickie Echa”, z dn. 3 listopada 2005 r., Gryfice 2005.
- Jarząb Wojciech, Dom boży księdza Wende, „Gryfickie Echa”, z dn. 22 stycznia 2009 r., Gryfice 2009.
- Jarząb W., O aptekarskich fuzjach i problemach finansowych, „Gryfickie Echa”, z dn. 24 września 2009 r., Gryfice 2009.
- Jarząb W., O betonie zbrojonym i zmyślnych rzygaczach, „Gryfickie Echa”, z dn. 19 lutego 2009 r., Gryfice 2009.
- Jarząb W., O dwóch synagogach i grzywnie pastora, „Gryfickie Echa”, z dn. 8 maja 2008 r., Gryfice 2008.
- Jarząb W., O junakach, saperach i teatrze na wodzie, „Gryfickie Echa”, z dn. 22 listopada 2007 r., Gryfice 2007.
- Jarząb W., O nierządnicy, czarownicy i diabelskich knowaniach, „Gryfickie Echa”, z dn. 21 czerwca 2007 r., Gryfice 2007.
- Jarząb W., O przetargach, pomnikach i archeologicznych odkryciach, „Gryfickie Echa”, z dn. 10 grudnia 2009 r., Gryfice 2009.
- Jarząb W., O tym jak baron górę odczarował, „Gryfickie Echa”, z dn. 25 października 2007 r., Gryfice 2007.
- Jarząb W., O tym jak pułkownik rajców zaskoczył, „Gryfickie Echa”, z dn. 18 października 2007 r., Gryfice 2007.
- Jarząb W., O tym jak się pomnik rozsypał, „Gryfickie Echa”, z dn. 20 kwietnia 2006 r., Gryfice 2006.
- Jarząb W., O zdewastowanym parku i chińskim ogrodzie, „Gryfickie Echa”, z dn. 4 grudnia 2008 r., Gryfice 2008.
- Jarząb W., Ryż na brodzie, „Gryfickie Echa”, z dn. 17 kwietnia 2008 r., Gryfice 2008.
- Razmus S., Kaplica do zwrotu, Panorama gryficka, z dn. 20 września 2008 r., Gryfice 2008.
- Razmus S., Otwarcie dróg powiatowych, „Trybun Ludu”, z dn. 21 września 2010 r., Koszalin 2010.

### Opracowania prasowe online
- (M), Plac Zwycięstwa oddany do użytku (pol.), „Gazeta Gryficka” (serwis internetowy), z dn. 24 listopada 2010 r. [dostęp 2011-04-13].
- Robakowski W., Trusewicz I., Do dwóch razy elektrownia (pol.), „Rzeczpospolita” (rp.pl; serwis internetowy), z dn. 18 września 2004 r. [dostęp 2011-04-21].

### Opracowania multimedialne
- Bugs A., Velten U., Pommern bis 1945. Historische Bilder – Greifenberg und Kreis (Sammlung von J. W. Grycmacher), DVD (wersja cyfrowa), Grävenwiesbach (Deutschland) 2010.